# التسلسل الزمني لثورة 25 يناير (ما قبل رحيل مبارك)
 ثورة 25 يناير أو ثورة الغضب أو الثورة الشعبية المصرية أو ثورة اللوتس أو الثورة البيضاء هي ثورة مصرية بيضاء أدت إلى تنحي الرئيس المصري حسني مبارك عن الحكم بعد 18 يوما من اندلاعها.
وهذا سرد لأهم أحداث الأيام الأولى للثورة:

## اليوم الأول: الثلاثاء 25 يناير 2011 (يوم الغضب)

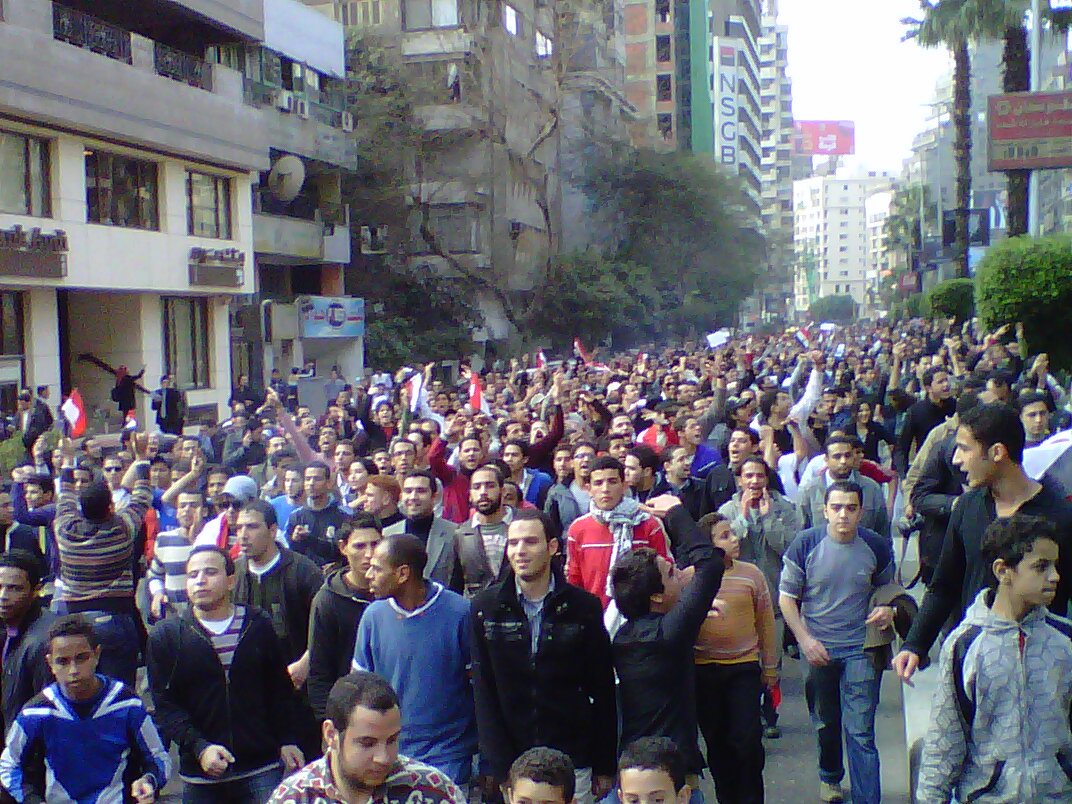
"مظاهرات يوم 25 يناير.

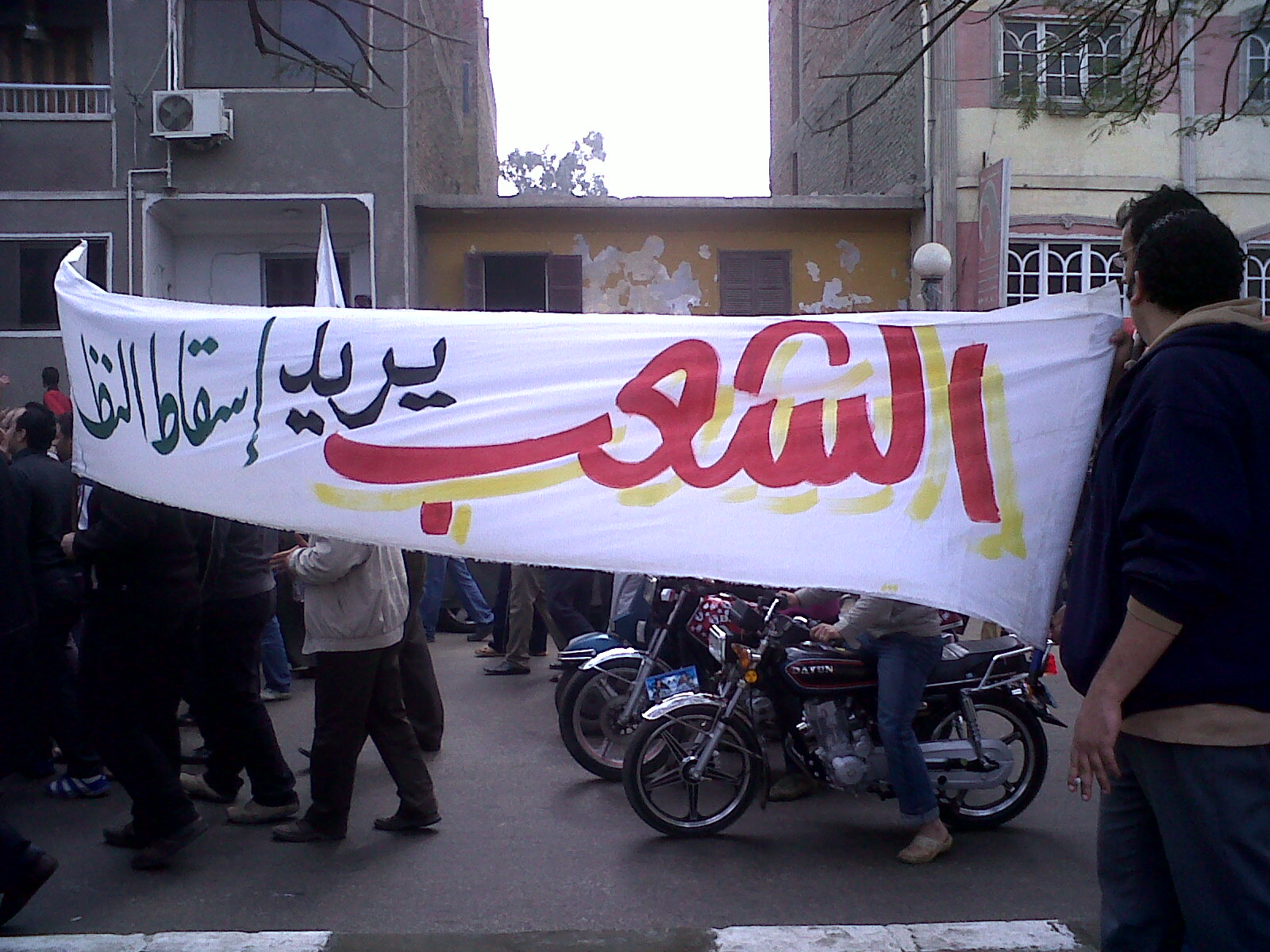
"الشعب يريد إسقاط النظام"... هتاف ردده المتظاهرون.

تنادى الشعب المصري عبر المواقع الاجتماعية على الإنترنت كالـ فيسبوك والـ تويتر والـ يوتيوب إلى إعلان يوم الثلاثاء 25 يناير2011 م، وهو يوافق الاحتفالات الرسمية بـ"عيد الشرطة
، بأنه يوم غضب للشعب المصري متأثرين بالثورة التونسية الشعبية. فلبى آلاف المحتجين الدعوة وخرجت المظاهرات السلمية في مختلف أرجاء مصر. وقد كانت المظاهرة ضد الفقر، والجهل، والبطالة والغلاء ويطالبون برحيل الحكومة.
قامت المظاهرات في عدة مدن مصرية في نفس الوقت. وفي العاصمة القاهرة تحركت من عدة أماكن لتلتقي في ميدان التحرير بوسط القاهرة، وعند منتصف الليل لجأت قوات الأمن المركزي لفض اعتصام آلاف المصريين بالقوة في ميدان التحرير. وقد شهدت الاحتجاجات ثلاثة قتلى من المتظاهرين، إضافة إلى جندي من الشرطة.
شملت المظاهرات بالإضافة إلى القاهرة العاصمة مدن: دمياط وأسيوط والمحلة الكبرى والإسكندرية والمنصورة والسويس والإسماعيلية[ ؟ ] وطنطا.
ردد المتظاهرون هتافات مثل «تونس هي الحل» و«يسقط يسقط حسني مبارك» و«الشعب يريد إسقاط النظام» كما قامت وزارة الاتصالات بقطع خدمة الهواتف المحمولة في ميدان التحرير في صباح اليوم وتم إعادة تشغيل الخدمة ليلاً.
حصيلة اليوم الأول:
- ثلاثة قتلى من المتظاهرين في مدينة السويس، إضافة إلى جندي من الشرطة.[4] وعشرات المصابين.
- مئات المعتقلين.

## اليوم الثاني: الأربعاء 26 يناير 2011

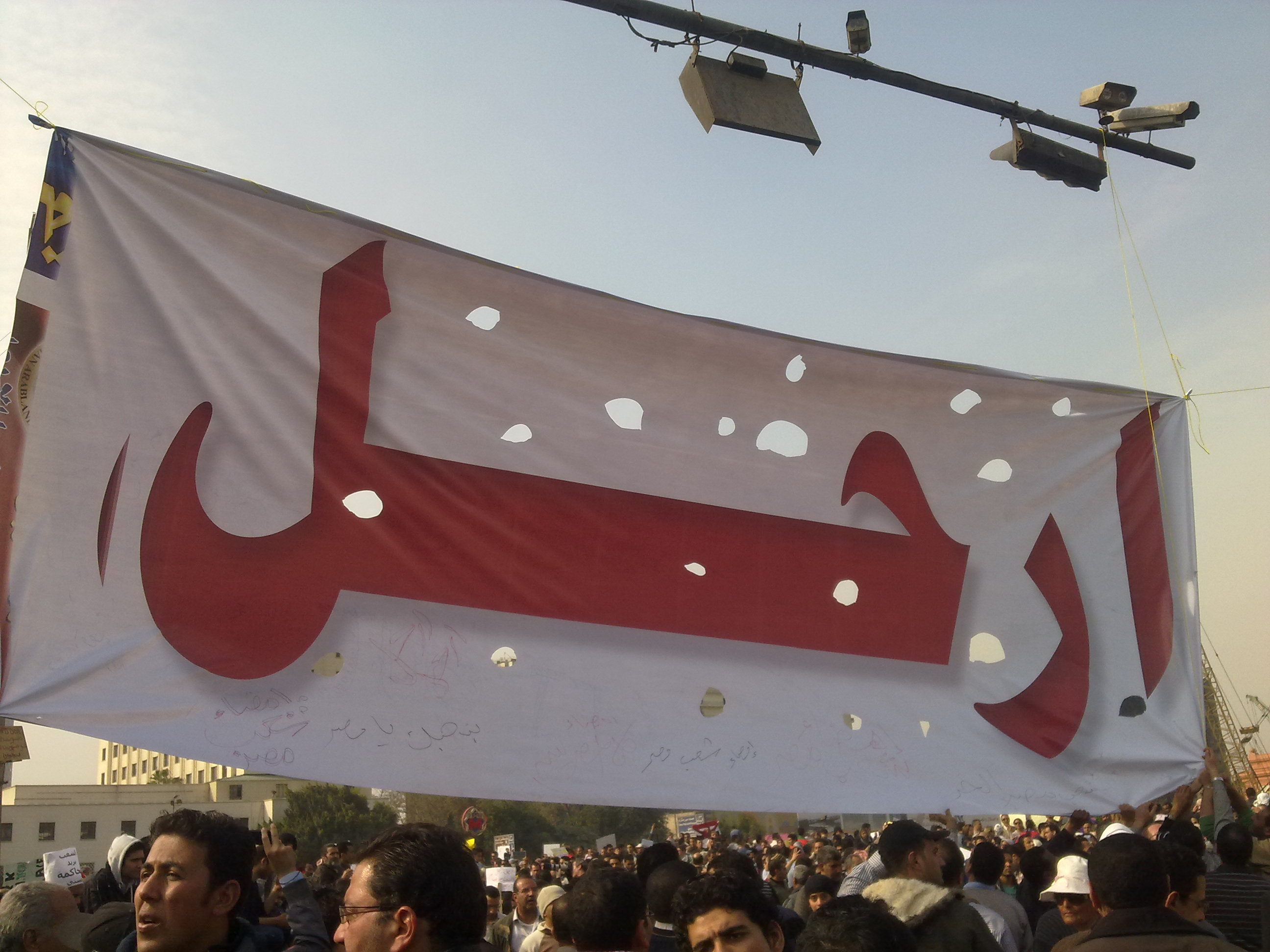
الشعار الشهير الموجه إلى مبارك ارحل

تواصلت المظاهرات لليوم الثاني، وازدادت الاحتجاجات بمحافظة السويس وأخذت في بعض المناطق تأخذ شكل حرب شوارع. مع الساعة التاسعة نجح المتظاهرون في تجميع المتظاهرين مرة أخرى في قلب العاصمة.
كما قامت السلطات المصرية بمنع موقعي الـ فيسبوك والـ تويتر وكرد على ذلك تم اختراق مواقع وزارة الداخلية المصرية والحزب الوطني الديموقراطي[ ؟ ] والموقع الرسمى لرئاسة جمهورية مصر العربية وتعطيلهم.
قامت آلاف من قوات الأمن بإلقاء القنابل المسيلة للدموع بكثافة بُعيد منتصف الليلة على نحو عشرة آلاف متظاهر بميدان التحرير حسب التقديرات الحكومية، وفرقتهم وطاردتهم عبر الشوارع الفرعية
حصيلة اليوم الثاني:
- وصل عدد الضحايا إلى 7 قتلى.
- استمرار تجاهل الحكومة المصرية وجميع القنوات المصرية للأحداث.

## اليوم الثالث: الخميس 27 يناير 2011

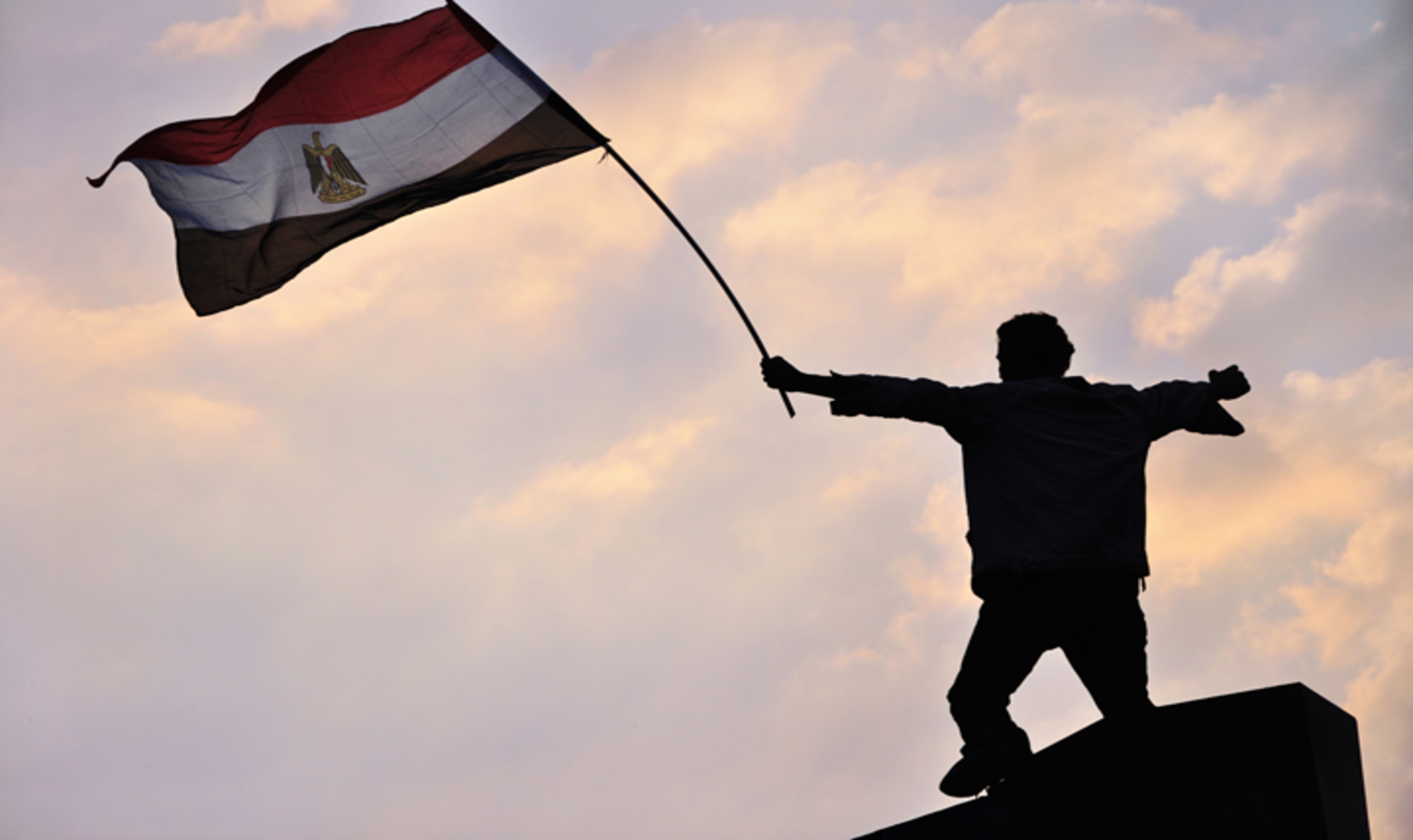
أحد المتظاهرين يحمل العلم المصري خلال الاحتجاجات التي بدأت يوم 25 يناير 2011 في مصر التي طالبت بإسقاط النظام الحاكم وتنحي مبارك

بدأت في صباح اليوم الثالث عدة مظاهرات في مدينتي الإسماعيلية[ ؟ ] وطنطا، فقد انطلقت تعزيزات أمنية إلى محافظة الإسماعيلية وبدأت تظاهرات أمام «مجمع المحاكم» في مدينة طنطا بلغ عدد المتظاهرين فيها حوالي 5,000 شخص. وقد اقتحم متظاهرون في صباح اليوم نفسه بوابات وزارة الخارجية المصرية، وأضرموا النار في عجلات السيارات في شوارع البلد. كما تابعت المظاهرات والاحتجاجات الظهور في عدة مدن أخرى بما في ذلك السويس وشبين الكوم وغيرها.
اختفى وائل غنيم مسوق شركةجوجل في مصر، في ظروف غامضة
- اعتقال وائل غنيم.
- بنهاية اليوم الثالث قامت الحكومة المصرية بقطع شبكات الإنترنت عن مصر.
- بدأت بعض التعليقات الرسمية عن المظاهرات وإن كانت تتسم بالتهجم والاستنكار ورفض موقف المتظاهرين.
- دعت القوى الشعبية إلى جمعة الغضب بعد الخروج من المساجد، ودعت الأقباط للتجمع في الكنائس ثم الخروج في وقت واحد.

## اليوم الرابع: الجمعة 28 يناير 2011 (جمعة الغضب)

جمعة الغضب والمتظاهرون يشنقون دمى للرئيس حسني مبارك

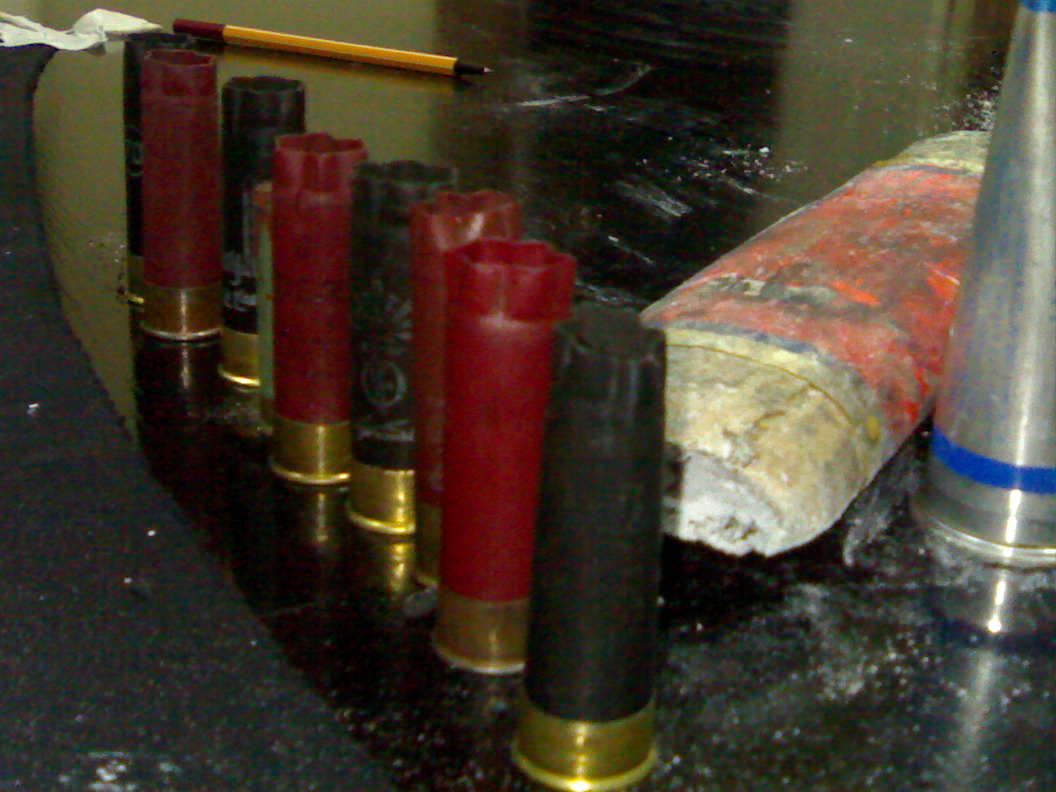
طلقات خرطوش وقنابل مسيلة للدموع استخدمتها الشرطة المصرية في قمع مظاهرات جمعة الغضب

في حدود الساعة الواحدة بعد منتصف ليل الخميس بدأت موجة من الاعتقالات الواسعة لعشرات من النشطاء السياسين في صفوف جماعة الإخوان المسلمين بصورة غير مسبوقة. وفي صباح الجمعة أصدرت وزارة الاتصالات أمرا بوقف خدمة الإنترنت والرسائل القصيرة (sms) والاتصال عبر الهواتف المحمولة في جميع أنحاء الجمهورية المصرية.
بدأت بعد أداء صلاة الجمعة تظاهرات شعبية واسعة في عدد من المدن المصرية، فخرج مئات الآلاف في أغلب المدن المصرية كالقاهرة والإسكندرية والسويسوالمنصورة والإسماعيلية[ ؟ ] ودمياط والفيوم[ ؟ ] والمنيا ودمنهور ومحافظة الشرقية وبور سعيد ومحافظة شمال سيناء.
أطلق الأمن في القاهرة القنابل المسيلة للدموع واعترض رجال الأمن المتظاهرين في محاولة لمنعهم من الوصول إلى ميدان التحرير، كما أطلقت القوات الأمنيةالرصاص المطاطي على المتظاهرين قرب الأزهر، ولاحق رجال أمن بملابس مدنية المتظاهرين وقاموا باعتقال بعضهم. إلا أن جموع المتظاهرين واصلت تظاهرها وبدأ المتظاهرون بالتوجه إلى القصر الرئاسي، وهم يَهتفون بسقوط الرئيس المصري. كما امتدت المظاهرات إلى مناطق أخرى في البلاد كمدينة نصر شرقي القاهرة.
مع عصر اليوم كان المتظاهرون قد نجحوا في السيطرة بالكامل على مدينتي الإسكندرية والسويس، فقد تم إحراق جميع مراكز الشرطة في الإسكندرية واضطرت قوات الأمن في آخر الأمر إلى الانسحاب من المدينة بعد الفشل في قمع المتظاهرين، أما في السويس فقد سَيطَرَ المتظاهرون على أسلحة قسم شرطة الأربعين، واستخدموا القنابل المُسيلة للدموع ضد رجال الأمن بينما شاعت أنباء عن سيطرة المتظاهرين على المدينة وطرد قوات الأمن منها. وتم حرق المقر الرئيسي للحزب الوطني الحزب الحاكم الواقع في مدينة القاهرة، كما دمرت مقرات الحزب في عدة مدن بما في ذلك كوم أمبو ودمياط، وقام المتظاهرون فضلاً عن ذلك بإتلاف جميع صور الرئيس مبارك في مسقط رأسه شبين الكوم بمحافظة المنوفية.
في حدود الخامسة بعد الظهر بدأت قوات الجيش بالظهور في ميادين القاهرة، وفي الخامسة والنصف أعلنت رويترز أن الحاكم العسكري يُعلن عن حظر التجول في القاهرة والإسكندرية والسويس، لكن بالرغم من ذلك فقد تحدت جموع المتظاهرين حظر التجوال. وقد أعلنت السي إن إن تباعاً عن خطاب سيَصدر عن الرئيس حسني مبارك بخصوص المظاهرات، لكن ثبت بعد ذلك أنه غير صحيح.
في نهاية اليوم نزلت مدرعات الجيش المصري إلى شوارع المدن لمساندة قوات الشرطة التي لم تعد قادرة على تحمل الضغوطات وحدها.
بدأت حالات من النهب والسلب تقول الحكومة أنها من المتظاهرين لكنها في واقع الأمر كانت من البلطجية والمساجين الذين حررتهم وزارة الداخلية من أقسام الشرطة والسجون العامة لترويع المواطنين وحث المتظاهرين على التراجع.
ووقف المتظاهرون بالمرصاد لمحاولة سرقة المتحف المصري واستنجدوا بقوات الجيش لإنقاذ المتحف. وتجاهل المتظاهرون حظر التجول واستمرت التظاهرات طوال الليل.
محصلة جمعة الغضب:
- أفلتت الأمور من يد الحكومة المصرية خاصة محافظتي السويس والإسكندرية.
- خروج المظاهرات من جميع محافظات الجمهورية بأعداد تقدر بمئات الآلاف.
- تدمير كثير من مقرات الحزب الوطني وأقسام الشرطة في جميع أنحاء مصر.
- نزول الجيش المصري محاولاً فرض الأمن علي الشارع المصري ومن ثم فرض حظر التجول.
- مقتل عدد غير معلوم من المتظاهرين بأعداد بلغت في بعض التقديرات الي مائة قتيل بالإضافة إلي اعتقال الآلاف.
- انهيار البورصة المصرية مع خسائر بلغت 72 مليار جنيه.
- دهست سيارة تحمل لوحات معدنية لهيئة دبلوماسية العشرات من المتظاهرين وخلفت على الأقل 15 قتيلاً وعشرات الجرحي ووقعت الحادثة في شارع القصر العيني بجوار السفارات الأمريكية والبريطانية وهناك تساؤلات عن طريقة تصوير الواقعة[20] وتم الكشف لاحقاً أن السيارة التي أصبحت حديث العامة تابعة للسفارة الأمريكية وتم تجطيم سيارتين أخرتين مرتا بنفس الطريقة في شارع قصر العينى وكانتا تحملان لوحات دبلوماسية أيضا.[21]
- دهس جموع المتظاهرين بسيارات تابعة للأمن المركزي مما خلف ورائهم الكثير من القتلى والمصابين بإصابات بالغة الخطورة.

## اليوم الخامس: السبت 29 يناير 2011

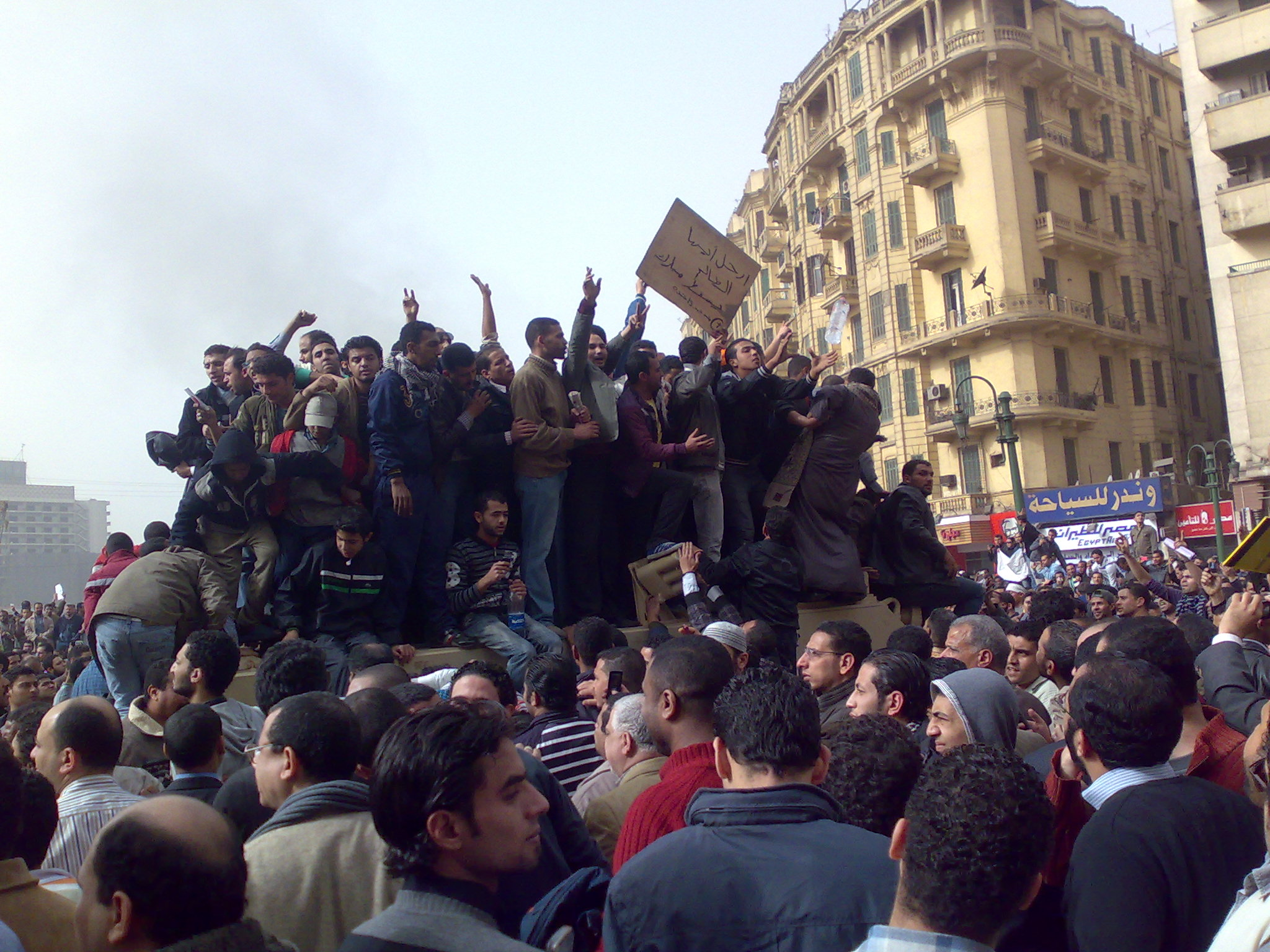
أحد المتظاهرين واقفا على مركبة تابعة للجيش في ميدان التحرير، القاهرة. يحمل لافتة "إرحل، يسقط الطاغية، يسقط مبارك"

أذاع التلفزيون المصري عن خطاب للرئيس المصري حسني مبارك وعد فيه بحل المشكلات الاقتصادية وقام بحل الحكومة مع وعد بتشكيل حكومة أفضل وتوفير فرص أكبر للشعب المصري للنمو والرخاء وترك مزيد من الفرص للحريات كانت ردة فعل المتظاهرين والمعارضة هي رفض البيان الرئاسي بل أعلنت الجمعية الوطنية للتغير أنها لن ترضي بأقل من رحيل الرئيس المصري.
مع بداية النهار بدأت حالة من الهدوء ولكن مع تطور الوقت بدأت أعداد المتظاهرين في التزايد في كافة أنحاء مصر. مع منتصف النهار بلغت أعداد المتظاهرين في ميدان التحرير حوالي 50,000 متظاهر وظهرت بعض الصور لجنود من الجيش يرفعون العلم المصري مع المتظاهرين.
كما تم تشغيل خدمة الهواتف المحمولة فقط مع استمرار وقف رسائل (sms)والإنترنت في جميع أنحاء الجمهورية.
استمر العنف في سيناء ووصل إلى ذروته بتفجير مبني مباحث أمن الدولة في رفح المصرية
التليفزيون المصري يعلن تم تمديد حظر التجول ليصبح من الرابعة عصرًا إلى الثامنة صباحًا
اقتحام سجن أبو زعبل شديد التحصين وحدوث إطلاق نار مكثف، وبدء انتشار شائعات عن تصفية المعتقلين السياسين.
التلفزيون المصري يعلن قبول استقالة أحمد عز عضو أمانة السياسات في الحزب الوطني
الجيش المصري يتصدي لمحاولة اقتحام مطبعة البنك المركزي المصري.
محاولات لاقتحام وزارة الداخلية والجيش المصري يعزل بين المتظاهرين ورجال الشرطة ووقوع ثلاث قتلي من المتظاهرين على الأقل
انتشار عصابات في كافة أحياء القاهرة تقوم بأعمال النهب والسلب مع تجاهل تام للشرطة المصرية لما يحدث بل وصلت الأمور لدرجة الاختفاء التام للشرطة مع إطلاق الشرطة لكافة المحتجزين بداخل أقسام الشرطة مع انتشار دعوات عبر رسائل الجوال للمتظاهرين للعودة لحماية بيوتهم، تلا ذلك خطاب للواء إسماعيل عثمان المتحدث الرسمي باسم الجيش بأن الجيش سيقف ليتصدي لجميع عصابات النهب التي انتشرت ورجاء للمتظاهرين بالتزام حظر التجول 
استمرار التظاهرات في بعض المناطق في مصر أهمها ميدان التحرير رفضا لتعيين اللواء عمر سليمان كنائب للرئيس واستمرارا للدعوة لتنحي الرئيس المصري ثم تلاه حديث لمحمد البرادعي يعلن احترامه للجيش ولعمر سليمان ويؤكد رفضه لاستمرار النظام وعسكرة مؤسسة الرئاسة.
دفع الجيش المصري بالمزيد من التعزيزات في مواجهة أعمال السلب والنهب المنتشرة على نطاق واسع في كثير من مناطق القاهرة والإسكندرية والسويس. وأفادت الأنباء أن الجيش ألقى القبض على عدد من الخارجين على القانون بينما شرع سكان الأحياء في تشكيل لجان شعبية[ ؟ ] وفرض أطواق أمنية لحماية أنفسهم وممتلكاتهم بعد بدء سريان حظر التجول الجديد في القاهرة والسويس والإسكندرية.
سادت حالة من التوتر الأمني والتمرد عددا من السجون المصرية، خاصة في ليمان طرة وأبو زعبل والقطا. وتحدث مراسلو الجزيرة عن إطلاق نار وسقوط قتلى وجرحى في هذه السجون. وذكرت مصادر أمنية لرويترز أن ثمانية من نزلاء سجن أبو زعبل قتلوا برصاص قوات الأمن وأن 123 آخرين أصيبوا أثناء محاولتهم الهروب من السجن. وقد قالت مصادر أمنية إن نحو ألف شخص فروا من أماكن الاحتجاز في أقسام شرطة مصرية اقتحمها محتجون ونهبوها وأحرقوا أغلبها.
ذكر مراسل الجزيرة أن قوات الأمن اقتحمت سجن القطا بدلتا مصر وتحدث عن عشرات القتلى. كما تحدث عن تمرد بسجن أبو زعبل الذي يضم سجناء سياسيين، وأشار إلى إطلاق نار على المعتقلين.
محصلة اليوم الخامس للغضب:
- انتشار عصابات في كافة أنحاء مصر تقوم بأعمال النهب والسلب مع تجاهل تام للشرطة المصرية بل ومع ادعائات بأن المحرض الأساسي للسرقة هم رجال الشرطة.
- قام الرئيس حسني مبارك بتعيين عمر سليمان كنائب له وتكليف الفريق أحمد شفيق كرئيس للوزراء.
- استمرار تدمير كثير من مقرات الحزب الوطني وأقسام الشرطة في جميع أنحاء مصر.
- مواصلة قطع شبكات الأنترنت في مصر.
- رفض المتظاهرين تعيين عمر سليمان كنائب للرئيس واستمرار الاحتجاجات.
- جيش مصر يتحرك لسد الفراغ الأمني.
- جملة الوفيات في أيام الغضب المصري تصعد إلى 102 قتيل، فيما بلغ عدد الجرحى 1500 مدني و1000 شرطي، ومن بين القتلى رئيس مباحث سجن الفيوم اللواء محمد البطران وعدد من مساعديه وسط أنباء متضاربة عن ملابسات قتلهم.

## اليوم السادس: الأحد 30 يناير 2011

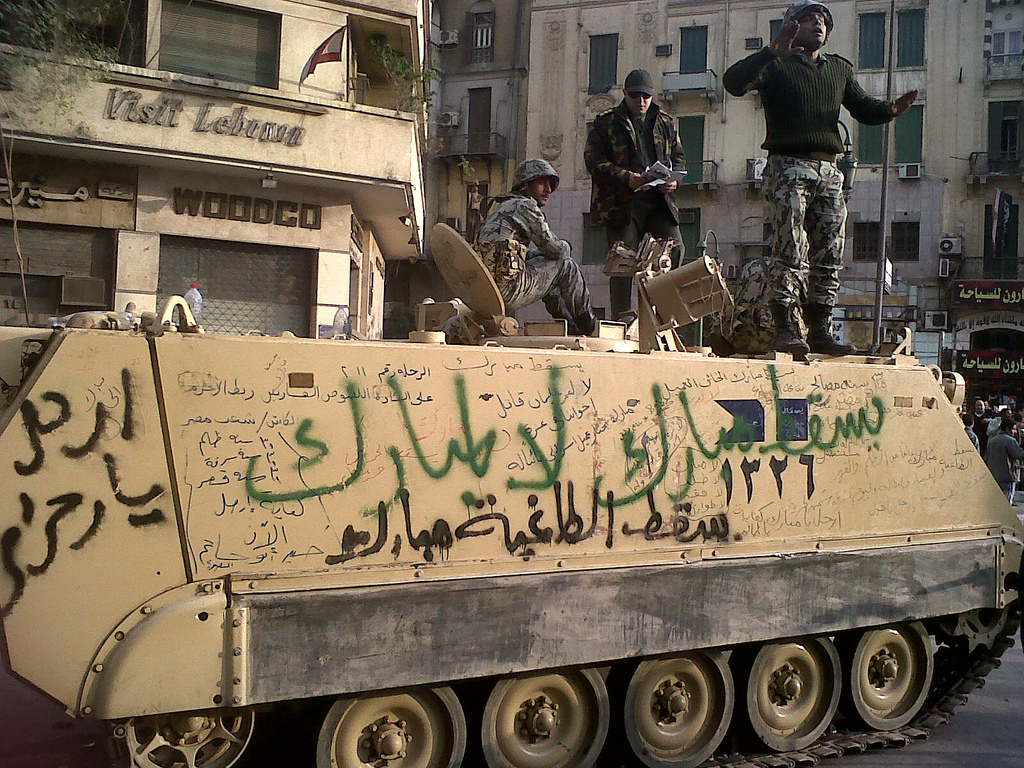
ناقلة جنود مدرعة وكتب عليها بواسطة المتظاهرين «يسقط مبارك»

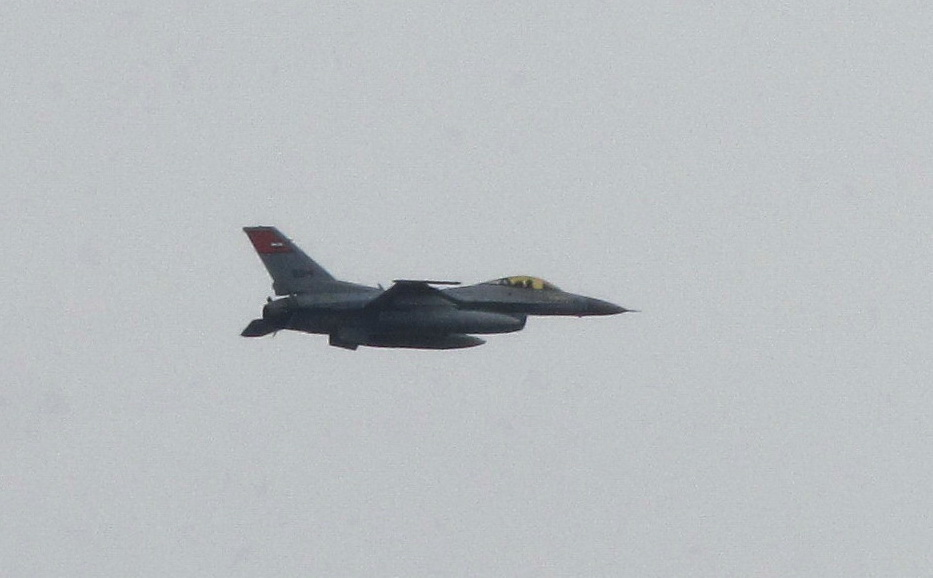
طائرة من طائرتين تابعتين للقوات الجوية المصرية من نوع إف-16 فايتنج فالكون ظهرتا في سماء القاهرة خلال ساعات حظر التجول.

تحدى آلاف المتظاهرين قرار حظر التجول واستمروا في التظاهر مطالبين برحيل الرئيس المصري حسني مبارك رغم دفع الجيش المصري بمزيد من التعزيزات إلى مخلتف المدن المصرية للسيطرة على الأوضاع الأمنية التي تشهد حالة انفلات شبه كامل. كان الأهالي قد شكلوا مجموعات لحراسة ممتلكاتهم حاملين العصي والسكاكين كما أقاموا نقاط تفتيش بعد انتشار عمليات النهب والسلب في عدد من الأحياء وسط غياب تام لقوات الشرطة فيما تكتفي قوات الجيش بحراسة المنشآت الحيوية.
مهاجمة سجن وادى النطرون على الطريق الصحراوي بين القاهرة والإسكندرية على بعد مئة كلم شمال العاصمة المصرية. وقُدِّر عدد السجناء الهاربين بعدة آلاف تمكنوا جميعا من الفرار بعد أن استولوا على أسلحة رجال الأمن. ويضم هذا السجن عددا كبيرا من الإسلاميين المحتجزين فيه منذ سنوات إضافة إلى بعض السجناء الجنائيين، بالإضافة إلى عدد من المعتقلين من قيادات جماعة الإخوان المسلمين من بينهم محمد مرسي. وأفادت بعض التقارير الإعلامية أن أحد الفارين من السجون المصرية قد وصل إلى منزله في غزه، وقد قتل ثمانية سجناء وفر عدد كبير آخر إثر تمرد في أبو زعبل، أحد السجون الكبيرة في شرق القاهرة. كما فر عدد آخر من سجن الفيوم مساء السبت إثر تمرد مماثل قتل خلاله ضابط شرطة. كما تمكن العديد من السجناء من الفرار في السجون الصغيرة في عدة محافظات مصرية.
عاود الآلاف من المصريين الاحتشاد في ميدان التحرير وسط القاهرة في فترة ما قبل الظهر، مواصلين احتجاجاتهم ضد نظام الرئيس المصري مبارك إلا أن عدد المتظاهرين الموجدين في الميدان هو بضعة آلاف وهو أقل بكثير من أعداد المتظاهرين في الأيام السابقة ويعلل ذلك بأن الوقت ما زال مبكرا وأن الكثير من المصريين يشعرون بالخوف ولزموا منازلهم بعد حصول أحداث شغب وسلب ونهب.
المتظاهرون تحدوا حظرا للتجوال تم تمديده من الثالثة ظهرا وحتى الثامنة صباحا وواصلوا بقاءهم في الميدان للمطالبة برحيل نظام الرئيس حسني مبارك.
نقل التلفزيون المصري عن مبارك طلبه من الحكومة التي كلف بتشكليها أحمد شفيق اتخاذ الخطوات الضرورية لتعزيز الحريات والديمقراطية وفتح باب النقاش والتباحث مع قوى المعارضة.
المعارض المصري محمد البرادعي الذي انضم إلى حشود المحتجين في ميدان التحرير وسط القاهرة «نحن بدأنا عهدا جديدا ولا يمكن للثورة أن تتراجع».وخاطب المحتشدين قائلا «لقد استرددتم حقوقكم وما بدأناه لا يمكن أن يعود إلى الوراء». وأضاف «لنا مطلب أساسي... رحيل النظام».
دعت المعارضة إلى إضراب عام الإثنين وتظاهرات حاشدة الثلاثاء تحت اسم «احتجاجات مليونية»
دفع الجيش المصري بتعزيزات إضافية إلى القاهرة في الوقت الذي حلقت طائرت حربية مقاتلة ومروحيات فوق المتظاهرين في ميدان التحرير وسط القاهرة.
- قامت السلطات المصرية بسحب تراخيص قناة الجزيرة في ظهراليوم، وبحلول عصره قامت شركة نايل سات بإيقاف بث قناة الجزيرة، إلا أن قناة الجزيرة أعلنت عن تردد جديد تبث عليه قناة الجزيرة (تردد غير شرعى«دون معلومية الشركة»)

نتيجة محصلات اليوم السادس:
- استمرار المظاهرات في ميدان التحرير في تحد لحظر التجول.
- قبض القوات المسلحة على 3113 خارج على القانون وتقديمهم للمحكمة العسكرية.
- تشكيل لجان شعبية لحماية الأحياء والمدن في مصر.
- هروب السجناء من معظم سجون مصر وخروج السجناء السياسيين بعد الهجوم على السجون من الخارج ومن أبرزهم قيادات جماعة الإخوان المسلمين الذين تم اعتقالهم ليلة جمعة الغضب ورجل الأعمال هشام طلعت مصطفى.

## اليوم السابع: الإثنين 31 يناير 2011

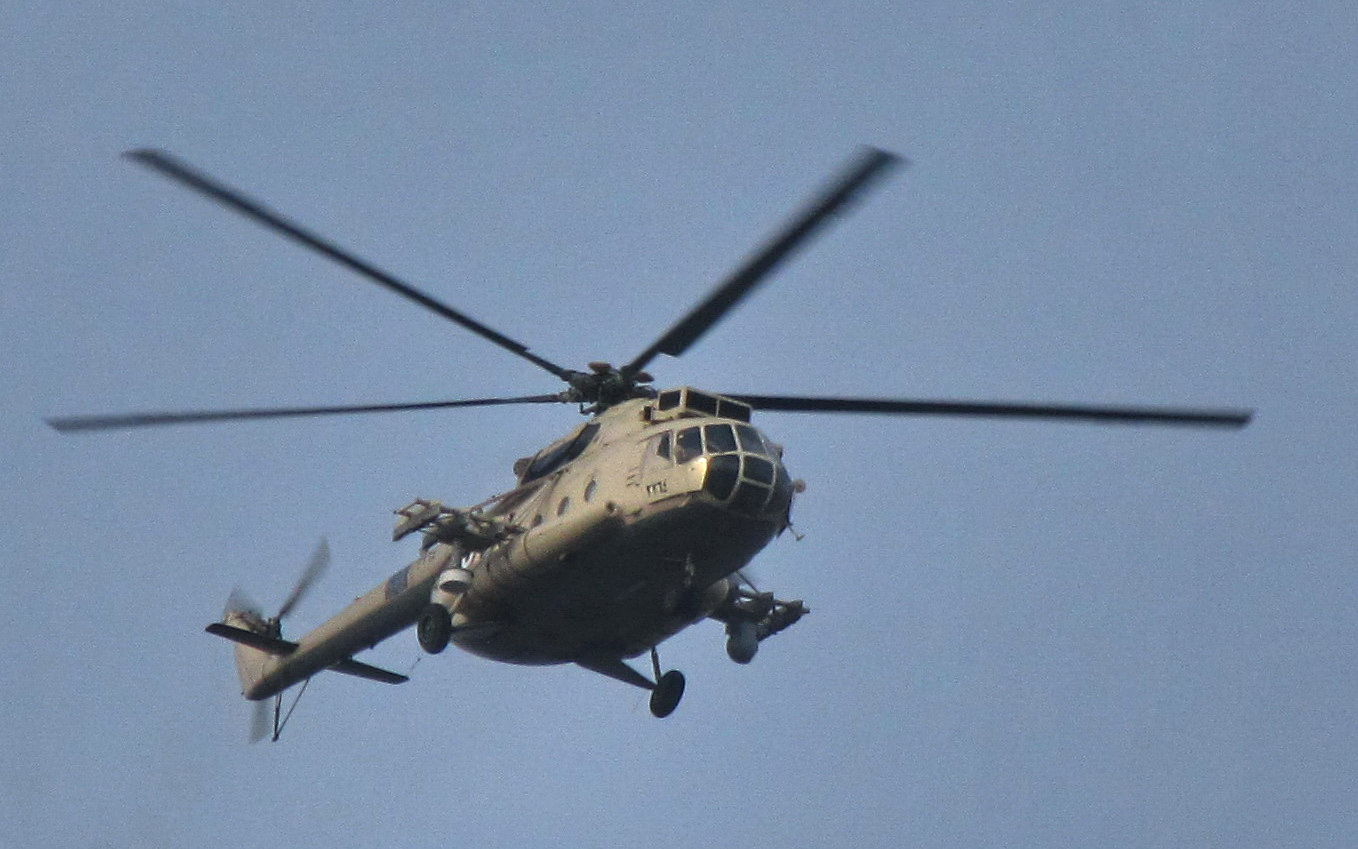
طائرة للقوات الجوية المصرية من طراز ميل مي-17 تحلق أعلى ميدان التحرير في طلعات استكشاف متكررة

استمرت المظاهرات العارمة في أنحاء مصر، وعشرات الآلاف من المتظاهرين يحتلون ميدان التحرير بوسط القاهرة، يستعدون لتنظيم صلاة الغائب على أرواح قتلى الاحتجاجات. وكان المتظاهرون قد تحدوا حظر التجوال الذي تم تمديده من الثالثة ظهرا وحتى الثامنة صباحا وواصلوا بقاءهم في الميدان للمطالبة برحيل نظام الرئيس حسني مبارك.
من جانبها استأنفت قوات الأمن والشرطة الانتشار من جديد في بعض المدن الرئيسية بعد اختفائها طيلة الأيام السابقة، كما شددت وحدات الجيش إجراءات التفتيش حول العاصمة المصرية، وعززت انتشارها لحماية المرافق الحيوية، ومن بينها محطات المياة والكهرباء.
اعتقلت قوات الجيش نحو 50 شخصا حاولوا اقتحام المتحف المصري في ميدان التحرير لنهبه. في حين تعهد الجيش المصري في وقت سابق بالامتناع عن استخدام القوة ضد المتظاهرين.
دعا المحتجون «لمسيرة مليونية» يوم الثلاثاء 1 فبراير 2011 لمطالبة الرئيس حسني مبارك بالتنحي. فيما ذكرت وسائل الإعلام الرسمية أن السلطات أوقفت حركة القطارات في البلاد. كما دعا متظاهرون إلى مسيرة لقصر الرئاسة في مصر الجديدة يوم الجمعة 4 فبراير2011.

## اليوم الثامن: الثلاثاء 1 فبراير 2011 (المظاهرات المليونية)

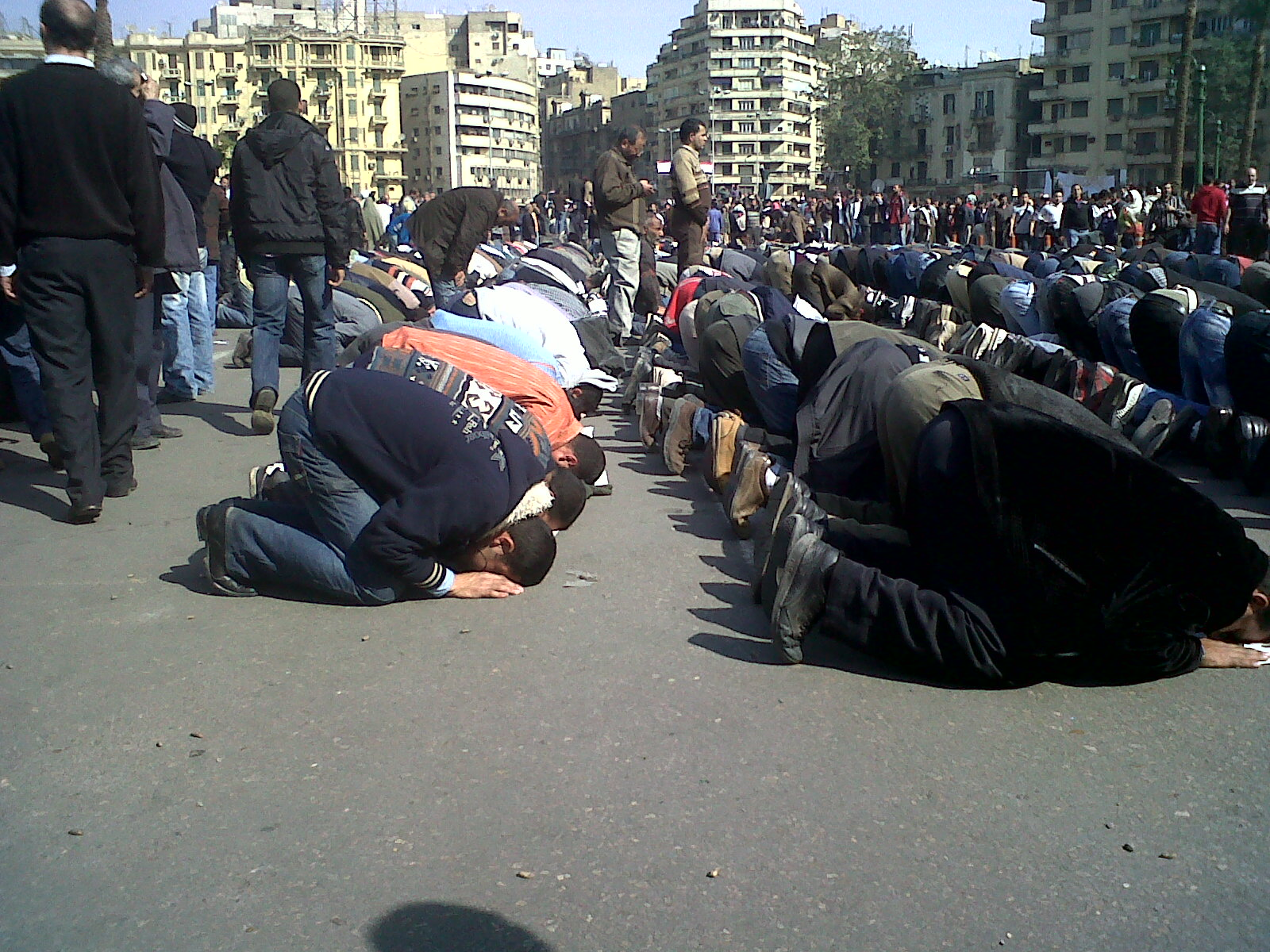
المتظاهرون أثناء الصلاة بالميدان

خرج عشرات الآلاف من المتظاهرين إلى شوارع القاهرة وغيرها من مدن مصر استجابة لدعوة المعارضة لانطلاق «تظاهرة مليونية» لإجبار الرئيس حسني مبارك على الرحيل فقد غص ميدان التحرير بالمحتجين، بينما أعلن منظمو التظاهرة أن عددهم تجاوز المليون متظاهر. وتعتبر تظاهرات الثلاثاء الأكبر حتى يومها. قدر عدد المتظاهرين في القاهرة باكثر من 200,000 من وكالة رويترز ومليون من قبل الجزيرة. قالت وكالة أسوشيتد برس إن تظاهرة اليوم تبدو أفضل تنظيما من سابقاتها حيث يقوم متطوعون في مداخل الميدان بالتفتيش لكشف أي مندسين من جانب الحكومة قد يحاولون استثارة العنف. تم تقدير العدد الإجمالي لمتظاهرو اليوم بحوالي ثمانية ملايين شخص في القاهرة وسائر أنحاء مصر، مطالبين بتنحي الرئيس حسني مبارك ونظامه عن الحكم. وكانت السلطات المصرية قد أغلقت كل الطرق المؤدية إلى القاهرة من المحافظات المجاورة، كما أوقفت كل خدمات السكك الحديدية والحافلات لمنع المتظاهرين من التوجه إلى العاصمة. في حين خرجت تظاهرات مؤيدة للرئيس مبارك - قدرت بالآلاف - في مناطق أخرى من العاصمة ولاسيما حي المهندسين وأمام مبنى التلفزيون، وذكرت بعض مصادر الإعلام تسريبات غير مؤكدة بأن النيابة العسكرية قامت بإلقاء القبض على وزير الدخلية السابق حبيب العادلي إلا أن بعض الأوساط الصحفية المستقلة أضافت أنه لم يظهر في الصورة منذ 28 يناير (جمعة الغضب) [بحاجة لمصدر]

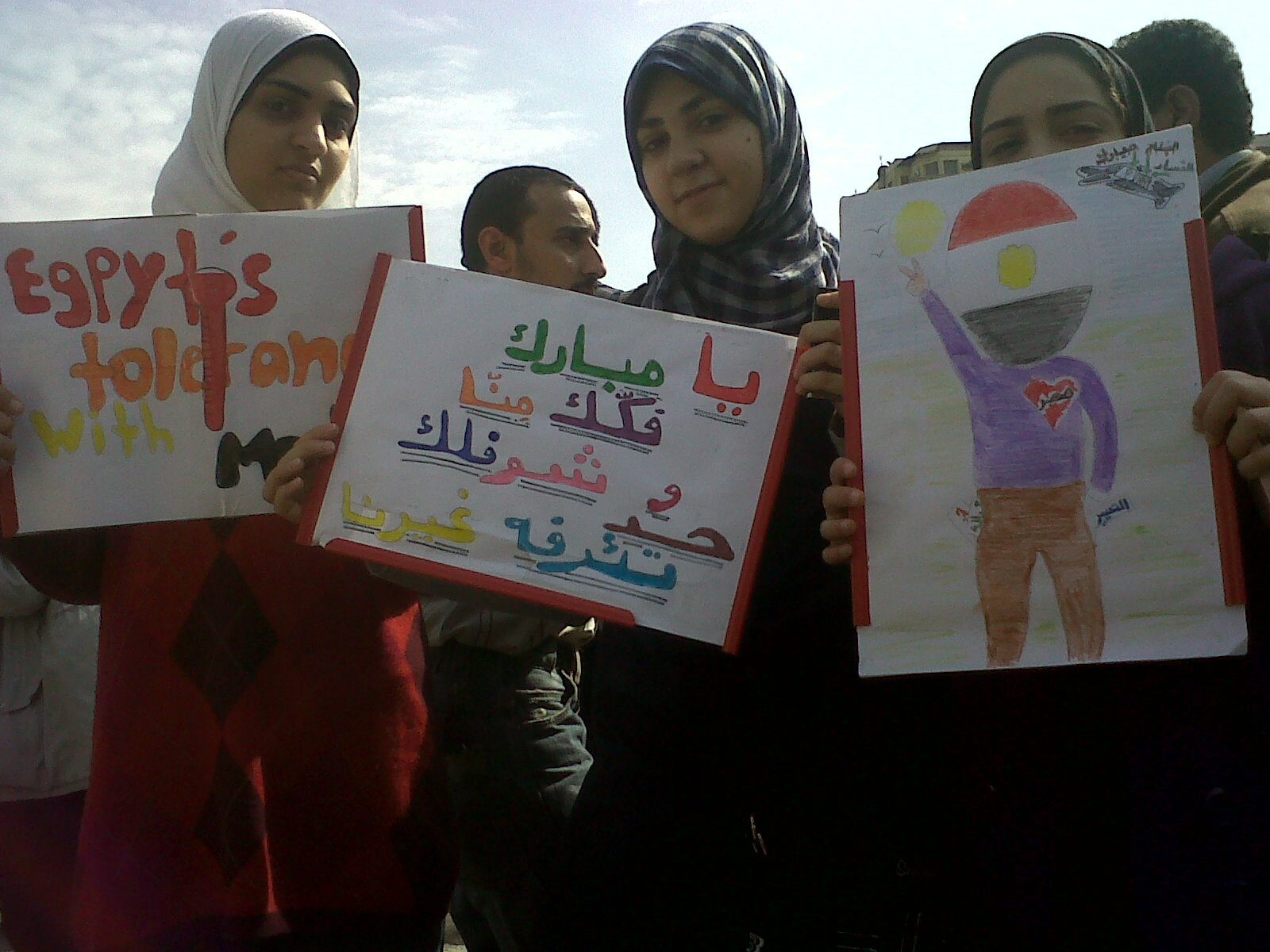
رسالة يحملها الشباب إلى مبارك

وفي صباح اليوم أعلنت جوجل عن عمل أرقام هواتف لتسمح للمصريين لبث رسائل إلى تويتر دون الحاجة إلى الإنترنت.
ما إن انتهي خطاب الرئيس مبارك، الذي أعلن فيه عدم نيته الترشح لولاية جديدة، حتي قام كل المعتصمون في كل من ميداني التحرير بالقاهرة والشهداء بالإسكندرية بالإضافة إلي المتظاهرون بكل المحافظات برفض خطابه والهتاف بسقوطه.
وزير الداخلية الجديد يغير شعار الشرطة من الشرطة والشعب في خدمة الوطن إلى الشرطة في خدمة الشعب.

## اليوم التاسع: الأربعاء 2 فبراير 2011 (موقعة الجمل)

هجوم البلطجية على المتظاهرين في معركة الجـِـمال

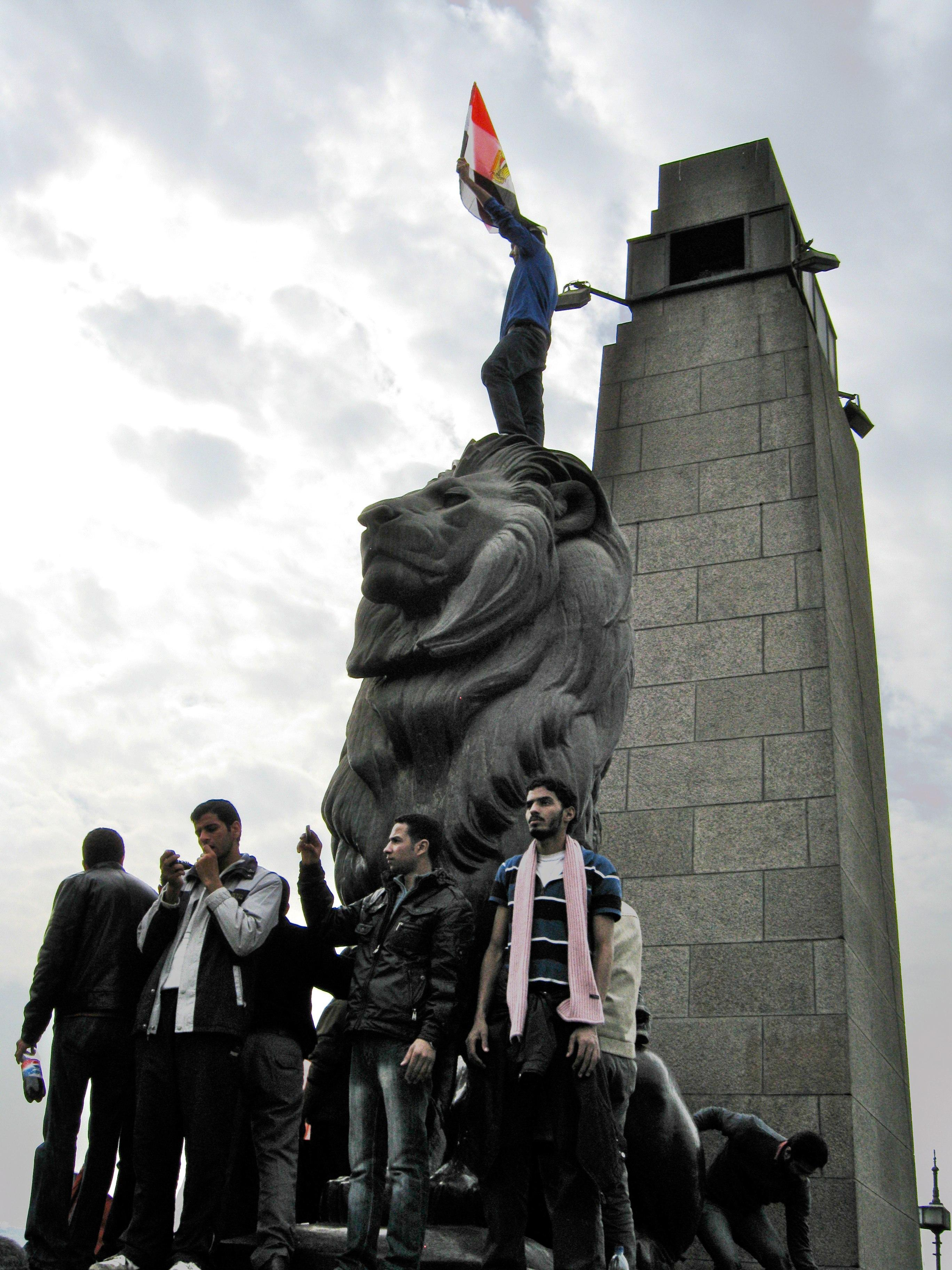
المتظاهرون في القاهرة بجوار ميدان التحرير

في بداية اليوم التاسع: هتافات في العديد من المدن المصرية ترفض خطاب مبارك وتطالب برحيله ومحاكمته تلا ذلك قيام بلطجية بمحاولة تفريق المظاهرات المناوئة لمبارك في الإسكندرية وبورسعيد بإطلاق الرصاص على المتظاهرين، وقد تدخل الجيش لصدهم بإطلاق النار في الهواء، كما قامت العديد من المظاهرات الشعبية الحاشدة التي تؤيد خطاب الرئيس في عدد كبير من المدن المصرية، كما تم عودة خدمة الإنترنت في جميع أنحاء مصر بعد توقف دام 5 أيام، وأعلن التلفزيون المصري عن اعتقال أجانب بحوزتهم أسلحة في العريش، كما صدر قرار باستمرار تعليق عمل البورصة المصرية حتى يوم الخميس، وصرح رئيس مجلس الشعب فتحي سرور بأن الدستور يحتاج إلى شهرين ونصف لتعديله، وقال محمد البرادعي إن طلب مبارك تعديل الدستور خدعة للاحتفاظ بالسلطة، ودعت القوى المعارضة إلى مواصلة التظاهر، وإنها لن تتفاوض مع السلطة ما لم يغادر الرئيس مبارك سدة الحكم. وتم تقصير فترة سريان نظام حظر التجول ليبدأ من الخامسة مساء إلى السابعة صباحا، والجيش المصري يقول للمتظاهرين «إن رسالتهم وصلت... ونحن ساهرون على تأمين الوطن» وعليهم العودة إلى حياتهم العادية
اندلعت الاشتباكات نهار الأربعاء حين حاول أنصار الرئيس مبارك دخول ميدان التحرير في وسط العاصمة بالقوة في محاولة منهم لإخراج الآلاف من المحتجين الذين يعتصمون هناك منذ أيام داعين إلى تنحي الرئيس. وقد تراشق الطرفان بالحجارة في معارك كر وفر استمرت ساعات. وبحسب روايات شهود العيان رمى مؤيدو مبارك في وقت لاحق بقنابل حارقة وقطع من الأسمنت على المعتصمين في ميدان التحرير من أسطح البنايات المجاورة وكانت قوات الجيش قد رفضت التدخل، ولكنها أطلقت النار في الهواء في محاولة منها لتفريق المتظاهرين. كما رفعت لافتات مناوئة لأبرز وجوه المعارضة محمد البرادعي الذي شارك في التظاهرات المطالبة برحيل الرئيس المصري والتي أوقعت 300 قتيل بحسب أرقام غير مؤكدة نقلتها الأمم المتحدة منذ اندلاعها واتهم المتظاهرون رجال شرطة بلباس مدني باقتحام الميدان والاعتداء على المحتجين على حكم مبارك، وعرض بعض المتظاهرين هويات لرجال شرطة سقطت من المقتحمين.
في بداية الاشتباكات حاول بعض المؤيدين لمبارك اقتحام الميدان على ظهور الخيل والجمال أو على عربات تجرها الخيول وهم يلوحون بالسياط والعصي. سرعان ما تحولت بعض الشاحنات إلى حواجز بين المتراشقين بالحجارة، ومع استمرار سقوط الضحايا تحول ميدان التحرير إلى موقع لعلاج الجرحى. وبعد بدء سريان حظر التجول استمر اعتصام المحتجين في الميدان وبدأ بعضهم في إزالة آثار المصادمات.
وكان عدة آلاف قد تظاهروا في ميدان مصطفى محمود في القاهرة للتعبير عن تأييدهم لمبارك، وحدثت اشتباكات بالعصي والحجارة بين المؤيدين والمعارضين، في ميدان مصطفى محمود بمنطقة المهندسين وتبادل المحتجون رسائل على تويتر بأنه تم جمع أعداد كبيرة من أعضاء الحزب الوطني للاحتشاد في ميدان مصطفى محمود بالقرب من ميدان التحرير، وأن رجال أعمال تابعين للحزب الحاكم جندوا بلطجية للاشتباك مع المحتجين مقابل 400 جنيه للشخص الواحد (68 دولاراً تقريباً)، كما شوهد بعض المتظاهرين يتقاضون مبلغ 200 جنيه مصري.
وأكد أحد المتظاهرين أن هناك تجمعات أخرى مؤيدة لمبارك في أحياء أخرى مثل شبرا والعباسية ومدينة نصر. أمام مبنى التلفزيون الذي يبعد حوالي كيلومتر واحد عن ميدان التحرير حيث يحتشد معارضو الرئيس المصري تجمع نحو 500 شخص وقد رفعوا لافتات كتب عليها «نعم لمبارك من أجل الاستقرار، نعم لرئيس السلم والسلام» و «لن نكون عراقا آخر» و «اللي بيحب مصر ما يغرقش مصر».
في هذا الخضم حث عمر سليمان نائب الرئيس المصري جميع المتظاهرين على العودة إلى منازلهم والتقيد بحظر التجول من أجل استعادة الهدوء قائلا إن الحوار مع القوى السياسية مرهون بانتهاء الاحتجاجات في الشوارع. نقلت وكالة أنباء الشرق الأوسط المصرية عن سليمان قوله: «إن المشاركين في هذه التظاهرات قد وصلوا برسالتهم بالفعل سواء من تظاهر منهم مطالبا بالإصلاح بشتى جوانبه أو من خرج معبرا عن تأييده للسيد رئيس الجمهورية وما جاء بكلمته لأبناء الشعب». وقال نائب الرئيس أن الحوار مع القوى السياسية الذي يقوم به بناء على تكليف الرئيس يتطلب الامتناع عن التظاهرات وعودة الشارع المصري للحياة الطبيعية بما يتيح الأجواء المواتية لاستمرار الحوار ونجاحه. كما ذكرت بعض القنوات الفضائية مثل قناة العربية ظهور وائل غنيم مسوق شركة جوجل بينما أكدت بعض القنوات الفضائية الأخرى مثل قناة المحور اختفائه وعدم ظهوره منذ يوم الخميس ثالث أيام الاحتجاجات المصرية.

## اليوم العاشر: الخميس 3 فبراير 2011

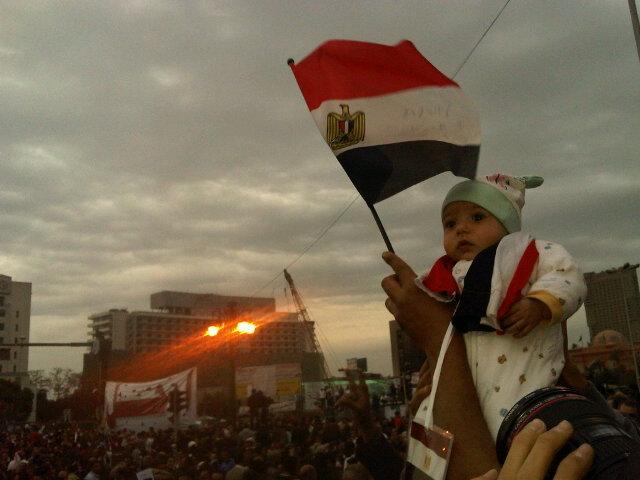
طفل رضيع يحمل علم مصر في ميدان التحرير

في فجر هذا اليوم وفي حوالي الساعة الرابعة والنصف فجرا وكما كان متوقعا بدأ هجوم آخر من البلطجية على المعتصمين بميدان التحرير من جهة ميدان عبد المنعم رياض ومن فوق كوبري السادس من أكتوبر وكان الهجوم الأكثر وحشية على المعتصمين هناك حيث تمثل الهجوم في سيارات تمر من أمام الميدان بها بلطجية يطلقون النار عشوائيا من المدافع الرشاشة وبكثافة غير معهودة مما أدى الي سقوط حوالي 7 قتلى والكثير من الجرحى ولكن مع بداية ظهور الخيوط الأولى من ضوء النهار انتهى هذا الهجوم الوحشي وقد قيل أن الجيش أطلق الرصاصات في الهواء لإرهاب البلطجية. قالت مصادر وزارة الصحة المصرية أن ثلاثة أشخاص قتلوا وأكثر من 1500 جرحوا يوم الأربعاء الذي شهد اشتباكات عنيفة بين المؤيدين والمعارضين للرئيس المصري حسني مبارك في وسط القاهرة. وأصدر النائب العام المصري عبد المجيد محمود قرارًا بمنع سفر أحمد عز أمين التنظيم السابق في الحزب الوطني، ووزير الداخلية السابق حبيب العادلي، ووزير السياحة السابق زهير جرانة، ووزير الإسكان أحمد المغربي وجاء في القرار تجميد حسابات المصارف لهؤلاء، كما شمل القرار عددًا آخر من المسؤولين.
في لقاء مع قناة ايه بي سي الأمريكية قال حسني مبارك أنه يود الاستقالة لكنه يخشى الفوضى، وقال أنه مستاء جدًا لمشاهد العنف في البلاد، ولا يريد أن يرى المصريين يقتتلون فيما بينهم.
وفي حوار لرئيس الوزاراء الجديد أحمد شفيق للصحفيين قال أنه لا يريد لدول بنت 200 عام -يقصد الولايات المتحدة الأمريكية- التدخل في شئون مصر الدولة العريقة وقال هذه الاحتجاجات تبث صورة سيئة للمصريين خارج البلاد كما قام بالإجابة على بعض أسئلة الصحفيين وعندما سألته راندا أبو العزم مراسلة قناة العربية عن سبب تحرش بعض المتظاهريين من المؤيدين لمبارك بالصحفيين وأخذ الكاميرات منهم رفض الإجابة وقال هذا لن يحدث مرة أخرى (هذا الحديث بثه التلفزيون المصري الرسمي).
في حوار لنائب الرئيس عمر سليمان للتلفزيون المصري أكد أن الرئيس المصري لا يريد الترشح للانتخابات ولا ابنه جمال مبارك كما كان يدعى البعض، وأضاف قائلاً انه أيضا لا يريد الترشح للانتخابات الرئاسية حتى يبطل أقوال القائلين أن الرئيس مبارك عين سليمان ليتولى من بعده الرئاسة ويكون عونا له ليحميه بعد تركه الحكم، وقال سليمان أنه عرض على جميع المعارضين عمل اجتماع مع الحكومة الجديدة ويوجد منهم من وافق، وقال إن مصر لن تقبل تدخلا أجنبيا في شؤونها الداخلية، مستغربا تلك المواقف من دول كانت تعتبر «صديقة»، في إشارة على ما يبدو إلى الولايات المتحدة.
كما نشرت قناة الحياة[ ؟ ] الفضائية المصرية وثائق من موقع ويكليكس تفيد بأن قطر تستخدم قناة الجزيرة لعمل الفتة بين المصريين، وكما قالت أن الموقع نشر أن وزير الخارجية القطري في حديث مع نظيره الاسرائليى أنه سوف يعطي أمرا لقناة الجزيرة الفضائية بنشر الفتن بين المصريين، ولكن قناة الجزيرة نفت هذا وبرئت نفسها من خلال موقعها الإلكتروني.

## اليوم الحادي عشر: الجمعة 4 فبراير 2011 (جمعة الرحيل)

كل أطياف الشعب معاً: الشباب المسلمون يؤدون الصلاة في ميدان التحرير والشباب المسيحيون يقومون بحمايتهم من البلطجية

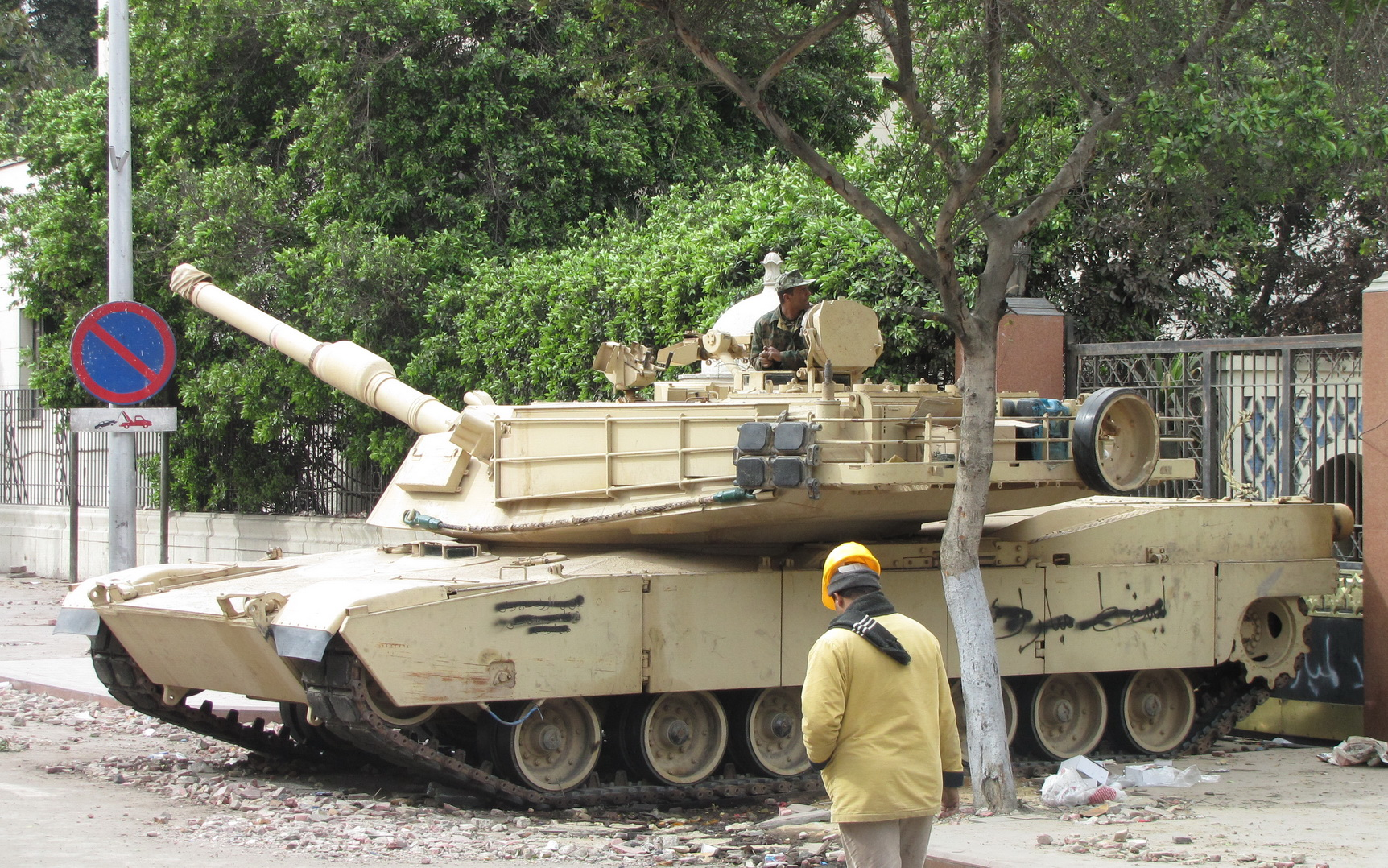
دبابة في مدخل ميدان التحرير

«جمعة الرحيل»: هو يوم الجمعة 4 فبراير/شباط 2011، وأيضًا يوم الحقيقة وهو اليوم الحادي عشر للثورة الشعبية المصرية. أعلنت قوى المعارضة في مصر هذا اليوم كيوم لزحف الجماهير لإسقاط الرئيس محمد حسني مبارك.
في المقابل دعا المؤيدون لنظام الرئيس مبارك إلى مظاهرات في نفس اليوم وأطلقوا عليها جمعة الاستقرار أو جمعة الوفاء.
منعت السلطات المصرية وزير التجارة السابق رشيد محمد رشيد من السفر خارج البلاد. وقد قال رشيد ليس لي علم بهذا الأمر، وأنه الآن خارج البلاد حيث يوجد في دبي 
اشتراك مثقفون منهم عضو مجلس الشعب السابق حمدين صباحي والفقيه الدستورى يحيى الجمل والروائي علاء الأسواني.
- ترحيب وتأيد عدد كبير من المتظاهرين لحمدين الصباحى كممثل لهم.
- من جهة أخرى التزمت حكومة أحمد شفيق بوعدها بعدم التعرض للمظاهرات وإبطال هجمات مؤيدي الحزب الوطني الديمقراطي واختفاء للبلطجة والعنف الذي حدث قبل ذلك من ثورة 25 يناير.
- في صباح هذا اليوم تعرضت قناة الجزيرة لاختراق وقرصنة لموقعها «الجزيرة نت» وقام فيه القراصنة باختراق نظام الإعلانات في موقع الجزيرة نت، وقاموا بنشر إعلان مسيء يحمل عنوان «معا لإسقاط مصر»، وربطوه بمواد مزعومة وزعت قبل أيام بالقاهرة ونسبت لتسريبات ويكيليكس زورا، ليعطوا انطباعا بأن الجزيرة تساهم في خطة واسعة في سياق ما يحدث في مصر، وهو ما نفته شبكة الجزيرة جملة وتفصيلا، وقد بدأت محاولة الاختراق تحديدا من الساعة السابعة إلا ربعا وحتى التاسعة صباحا بتوقيت الدوحة، وفي اليوم نفسه تمكن فنيو الجزيرة من إفشال محاولتي اختراق قويتين، إحداهما كان مصدرها من مصر والثانية كانت من ألمانيا، وكان الهدف المشترك بينهما هو دخول قواعد بيانات الموقع واستبدال بيانات خاطئة منها، ويأتي هذا الاختراق والمحاولات الفاشلة في سياق تشويه تغطية شبكة الجزيرة لمجمل الأحداث العربية وخاصة في تونس ومصر ووثائق مفاوضات السلطة الفلسطينية مع إسرائيل، وقدم موقع الجزيرة اعتذاراً عما حدث بالموقع هذا اليوم.[63][63]

وقد استغل هذا الإعلان أحمد شوبير ضد قناة الجزيرة في برنامجه على قناة مودرن كورة
كما احتشد أكثر من مليون متظاهر في ميدان التحرير في جمعة الرحيل.
وفي حديث خاص لأحمد شفيق لقناة العربية قال أنه يستبعد تفويض الرئيس حسني مبارك سلطاته لنائبه عمر سليمان، وقال إن «بقاء مبارك رئيساً مصدر أمان للبلد».
وأضاف شفيق "نحتاج الرئيس لأسباب تشريعية"، وأن "مبارك خدم البلاد لمدة 30 سنة وهو لا يحتاج البقاء لعدة أشهر إضافية"، وشدد على أن "مبارك لم يرتكب أخطاء في حق الشعب المصري"، وأكد أن "الحكومة تقدم ضمانات أمنية للمتظاهرين بعدم ملاحقتهم أمنيا"، وأوضح أن "الحكومة تجري نقاشا مع قوى مختلفة من المحتجين، وأنها تقترب من نقاط الاتفاق مع قوى الاحتجاج". وقال إن "عدد المتظاهرين اليوم الجمعة جاء أقل من أيام سابقة، وإن اختلاف الأفكار بينهم اليوم أكبر"، وتابع أن "الحكومة الحالية تضم رجل أعمال واحدا بشكل استثنائي، -وأن وجوده ضروري لفترة مؤقتة- وهو وزير التموين، وأعلن أن "التغيير الشامل للحكومة أمر غير منطقي"، وتعهد رئيس الوزراء بالتحقيق في مواجهات ميدان التحرير الأربعاء الماضي (موقعة الجمل).
وجه الداعية المصري الدكتور محمد الصغير[ ؟ ]، من شيوخ الأزهر الشريف، رسالة إلى الرئيس حسني مبارك عبر قناة «العربية» أكد فيها أن عثمان بن عفان وافق على الرضوخ لمطالب ثوار لم يكونوا على الحق، وقال «لا يراق من أجلي دم في الإسلام»، واستدرك قائلا «إن الجماهير التي خرجت في مصر تطالب بمطالب مشروعة حسب ما أكد رئيس الوزراء المصري أحمد شفيق ونائب الرئيس المصري عمر سليمان». وأضاف الصغير، الذي كان في زيارة للإمارات، «أرى أن الرئيس يجب أن يتوج القرارات التي اتخذها بقرار الرحيل حقنا لدماء المسلمين».
كما قام الجيش المصري بخفض مدة حظر التجوال ليبدأ من الساعة السابعة مساءً حتى الساعة السادسة صباحاً. [بحاجة لمصدر]

## اليوم الثاني عشر: السبت 5 فبراير 2011

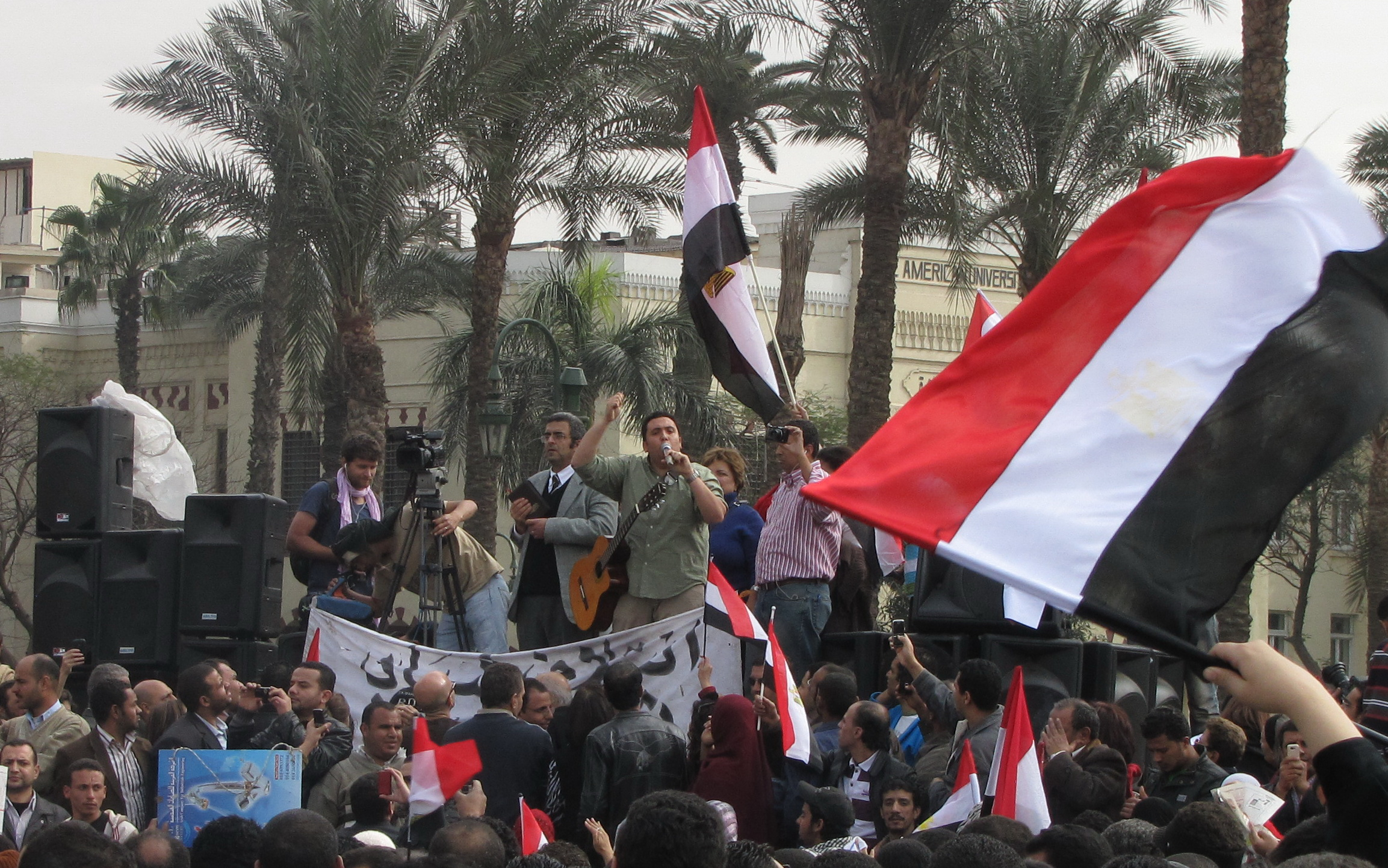
تظاهرة خلف الجامعة الأمريكية بالقاهرة

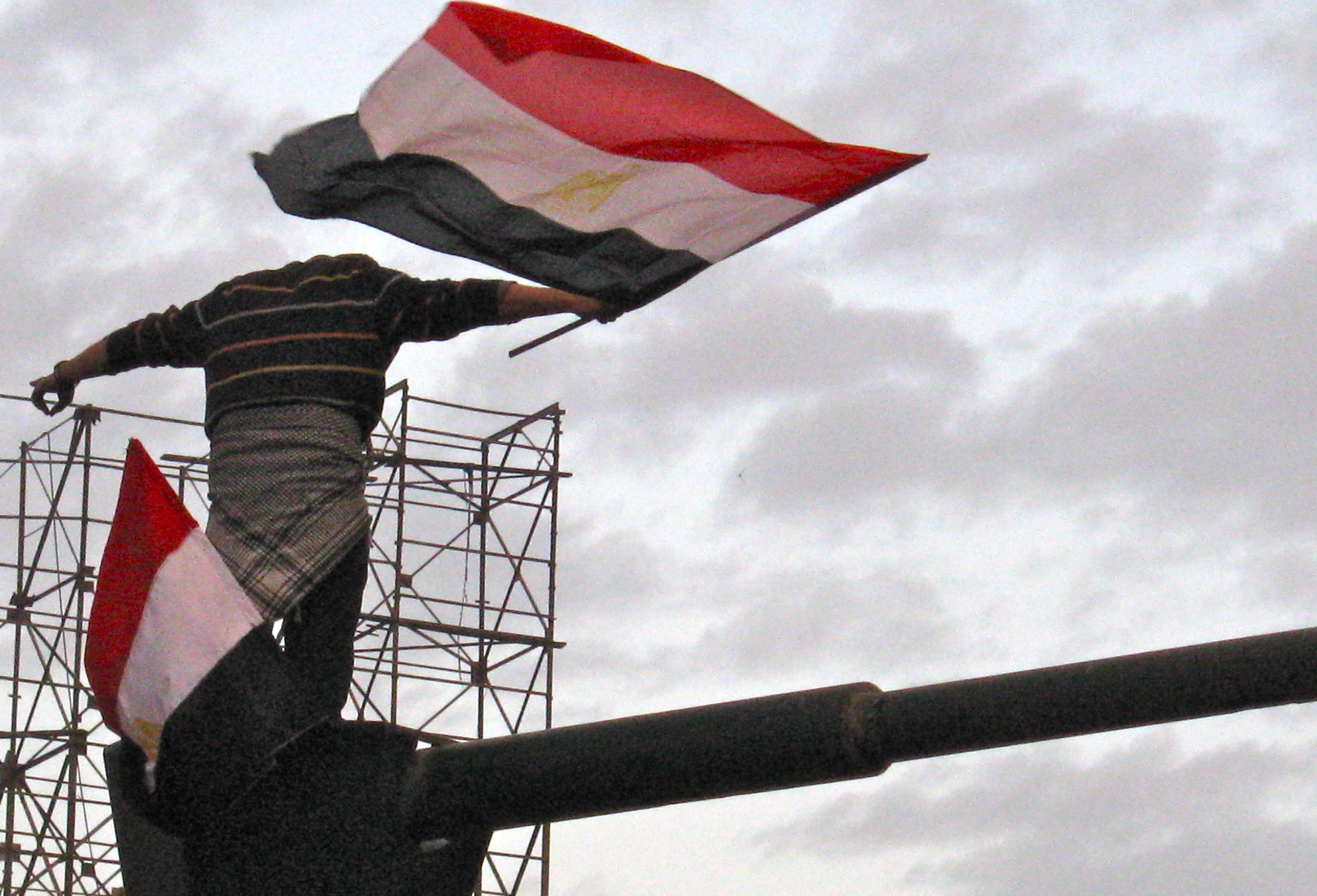
المصريون يرفعون العلم يد واحدة

مع تواصل الاعتصامات تم وضع وزير الداخلية السابق حبيب العادلي مع 3 من قياداته تحت الإقامة الجبرية. وأعلن وفاة الصحفي المصري أحمد محمد محمود بخيت متأثرا بإصابته أثناء تظاهرات يوم 29 يناير وهو صحفي يعمل بجريدة الأهرام، وقام الأمن المصري باعتقال مدير مكتب الجزيرة بالقاهرة عبد الفتاح فايد وبرفقته أحمد يوسف، كما تم إقصاء جمال مبارك وصفوت الشريف من الحزب الوطني «الحزب الحاكم في مصر» وتعين حسام بدراوي أميناً للحزب.
كما تقرر إعادة تشغيل خدمة الرسائل القصيرة (sms) بعد توقف دام 9 أيام
كما حدث تفجير يستهدف أنبوب الغاز بين مصر والأردن في الصباح الباكر لهذا اليوم، أدى إلى تعليق إسرائيل مؤقتاً وارداتها من الغاز الطبيعي المصري، حسب ما ذكرت الإذاعة الإسرائيلية العامة. بدوره، توقع مسؤول أردني توقف إمدادات الغاز من مصر لمدة أسبوع تقريباً بعد الانفجار الذي استهدف خط الأنابيب الرابط بين البلدين جنوب العريش المصرية، وأضاف ذات المصدر أن الأردن سيولد مزيداً من الطاقة باستخدام زيت الوقود والسولار على إثر هذا الحادث. وينقسم الأنبوب إلى فرعين ينقل أحدهما الغاز إلى الأردن والثاني إلى إسرائيل، وكان مصدر أمني في شمال سيناء أكد أن الهجوم الذي وقع السبت على خط أنابيب الغاز المصري جنوب العريش نفذته عناصر أجنبية، واستهدف فرعاً للخط يزود الأردن بالغاز وليس إسرائيل. تمكن الجيش المصري بمساعدة الدفاع المدني من السيطرة على ألسنة اللهب الناتجة عن الانفجار دون حدوث أي خسائر بشرية، إضافة إلى إغلاق المصدر الرئيس لتدفق الغاز، وقال مصدر إن وحدتين تعملان بالغاز الطبيعي في محطة الكهرباء في شمال سيناء توقفتا.

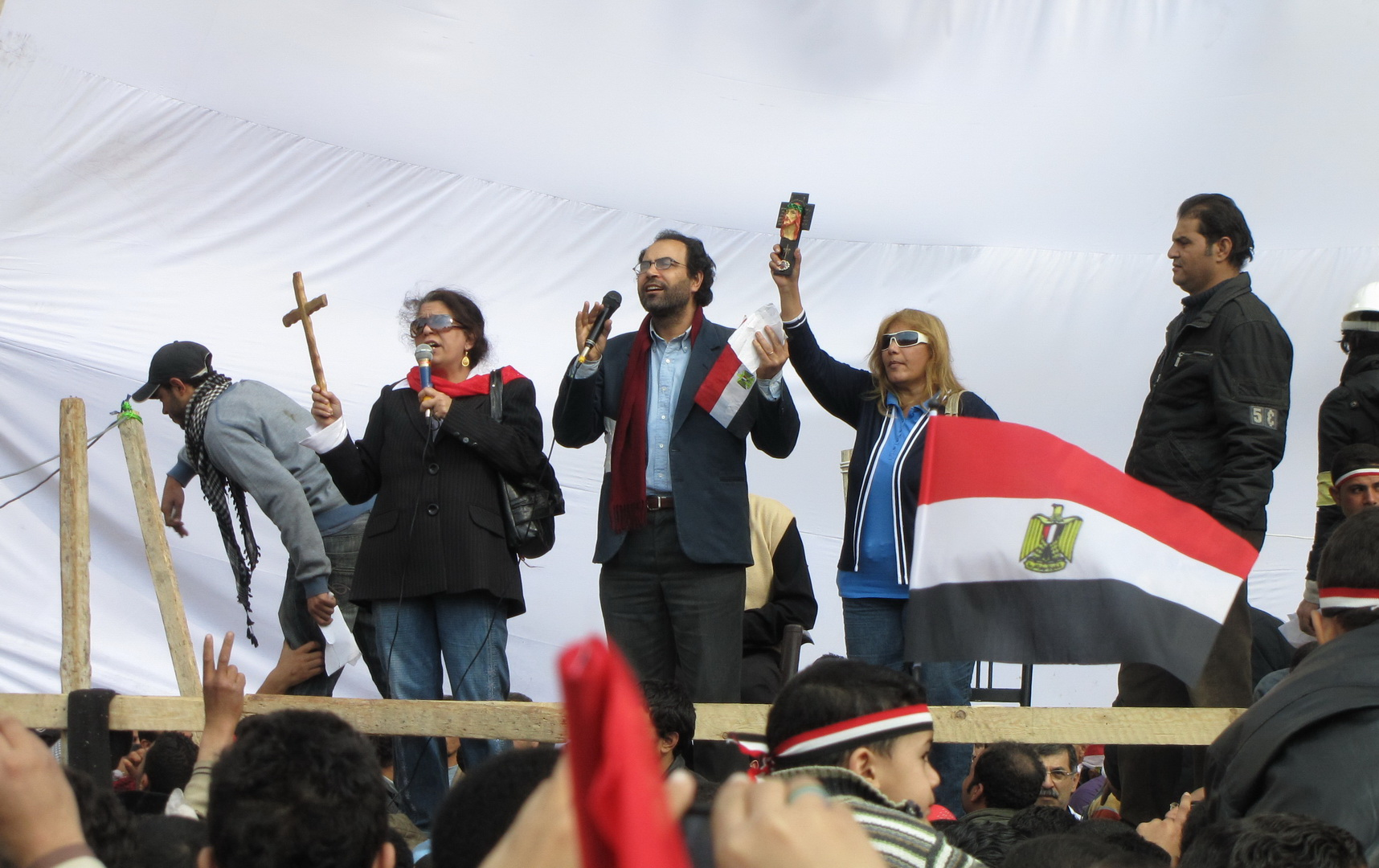
الأقباط يؤدون صلاتهم في ميدان التحرير

كما قدر خبراء اقتصاديون من الشرق الأوسط ثروة عائلة الرئيس المصري حسني مبارك بنحو 70 مليار دولار أمريكي، تتركز غالبيتها في أرصدة في بنوك بريطانية وسويسرية وعقارات في لندن ونيويورك ولوس أنجلوس، فضلاً عن امتلاكها مساحات راقية واسعة في مدينة شرم الشيخ على شواطئ البحر الأحمر، وقالت صحيفة «الغارديان» البريطانية في تقرير نشرته مساء الجمعة عن ثروة عائلة مبارك، «إنه وبعد ثلاثين عاماً في موقع الرئاسة وأكثر من 60 عاماً في الخدمة العسكرية، كان للرئيس مبارك صلاحيات واسعة فيما يتعلق بعقود الاستثمار التي تدر على البلاد أرباحاً بملايين الجنيهات المصرية»، وأضافت أن «معظم هذه الأموال كانت ترسل إلى خارج مصر، وتودع في حسابات بنكية سرية، ويتم استثمارها لاحقاً في شراء بيوت وفنادق راقية». ووفقاً لتقرير إخباري نشر في صحيفة عربية، لم تفصح «الغارديان» عن جنسيتها، «فإن لمبارك أملاكاً في مانهاتن وبيفيرلي هيلز»، ووصفت الصحيفة جمال وعلاء مبارك، ابنا الرئيس المصري، بأنهما من أصحاب المليارات. وأبانت وقفة احتجاجية خارج منزل فاخر يملكه جمال مبارك في «بلغرافيا» وسط لندن، عن شهية العائلة تجاه امتلاك الأماكن الغربية الأثرية القديمة.
ظهرت تقارير حول محاولة اغتيال سليمان ولكن مصدر أمني نفي تقارير عن محاولة الاغتيال.
مبعوث أوباما أكد أن «مبارك يجب أن يبقى في السلطة لتوجيه التغييرات».

## اليوم الثالث عشر: الأحد 6 فبراير 2011 (أحد الشهداء)

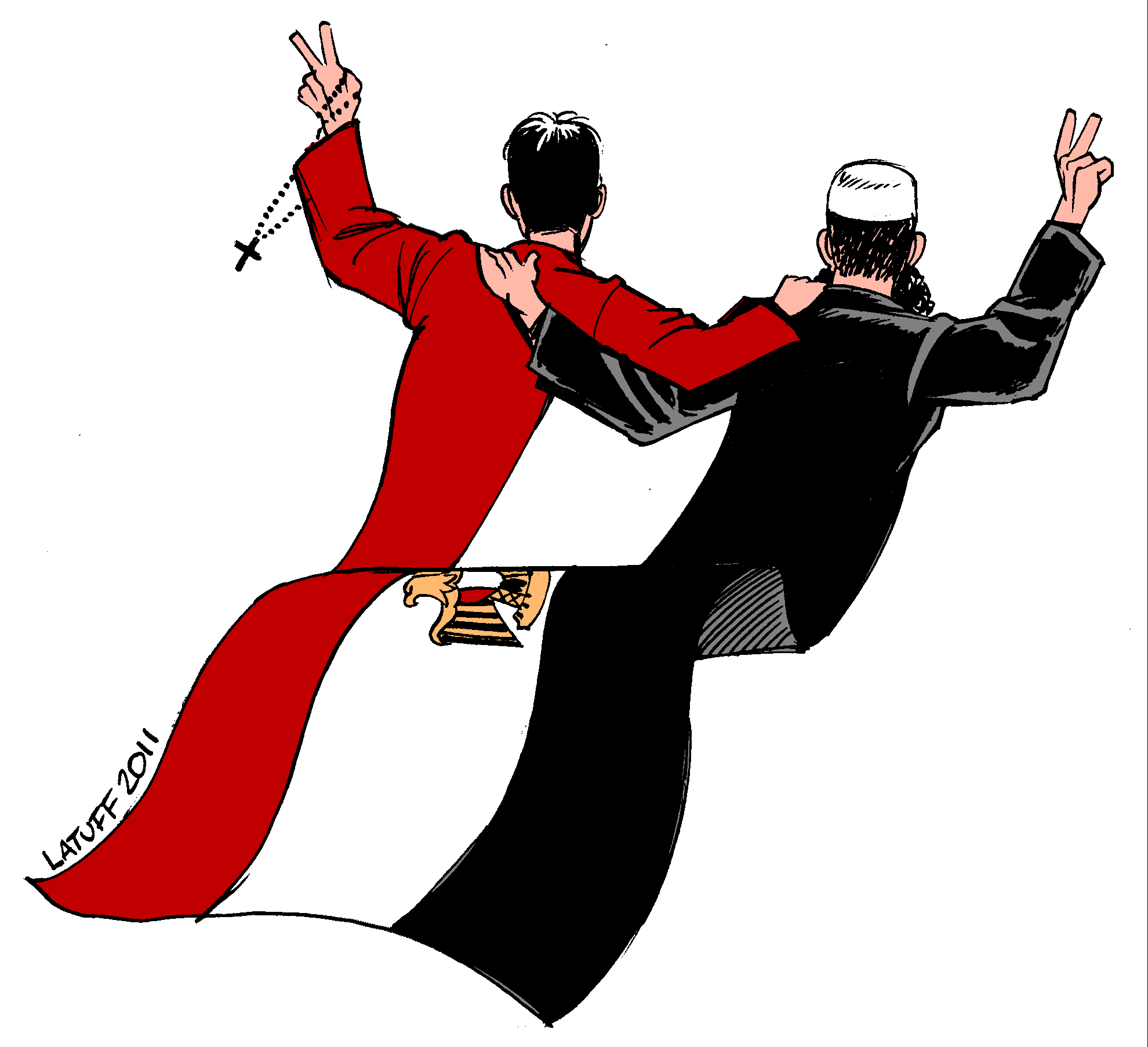
رسم كارتوني يوضح اتحاد المسلمين والأقباط بواسطة كارلوس لاتوف

أول أيام أسبوع الصمود، أعلن المتحدث الرسمي باسم الحكومة المصرية مجدي راضي الأحد أن جلسة الحوار التي عقدت بين عمر سليمان نائب الرئيس ومجموعة من ممثلي المعارضة والشخصيات الهامة انتهت إلى التوافق على تشكيل لجنة لإعداد تعديلات دستورية في غضون شهور، والعمل على إنهاء حالة الطوارئ وتشكيل لجنة وطنية للمتابعة والتنفيذ وتحرير وسائل الإعلام والاتصالات وملاحقة المتهمين في قضايا الفساد، والتقى نائب الرئيس المصري بمجموعات من قوى المعارضة بينها ممثلون عن جماعة الإخوان المسلمين وبمشاركة حزب الوفد الليبرالي وحزب التجمع اليساري وممثلون عن البرادعي أبرز المعارضين لمبارك لإيجاد حل للأزمة السياسية التي تعصف بالبلاد، كما رفض سليمان مطلب المعارضة بقيام مبارك بتفويض سلطاته إلى نائب الرئيس. كما طلب بعض الشباب من سليمان أثناء الاجتماع الذي عقد الإفراج عن وائل غنيم، وفي مساء اليوم تقرر الإفراج عن وائل غنيم في يوم 7 فبراير وهو اليوم التالى لهذا اليوم مباشرةً الساعة الرابعة ظهراً.[بحاجة لمصدر]
كما تمسكت جماعة الاخوان المسلمين بمطالبها وهي رحيل الرئيس مبارك.
وفي محاولة حكومية لإعادة الحياة إلى طبيعتها، وهو ما قد يعني تهميش المظاهرات، استأنفت البنوك المصرية عملها بشكل تدريجي الأحد، في حين حاول الجيش المصري فتح طريق للسيارات بميدان التحرير الذي يحتشد فيه المتظاهرون، وهو ما رفضه المعتصمون وقاموا بالنوم أمام الدبابات لمنعها من التقدم لفتح الميدان. ويوصف التحرك الحكومي في هذا الصدد بأنه أول اختبار حقيقي لإمكانية السيطرة على قوة دفع الاحتجاجات، أما القيادي في حركة كفاية أحمد بهاء الدين شعبان فقال إن طلب رئيس الوزراء المصري أحمد شفيق بقاء الاعتصام في ميدان التحرير وعودة الحياة بشكل طبيعي إلى أنحاء البلاد الأخرى هدفه التعويل على عامل الزمن لتآكل حركة الاحتجاجات، وقد أدى آلاف من المتظاهرين صلاتي الظهر والعصر في الميدان، ثم أقيمت صلاة الغائب على أرواح ممَن قتلوا في اشتباكات مع قوات الأمن المصرية منذ انطلاق الثورة الشعبية يوم 25 يناير، وفي وقت لاحق، أقام المسيحيون قداساً شهده آلاف المسلمين. وقد ردد المتظاهرون الشعارات التي غدت مألوفة، والتي تطالب بإسقاط النظام وتنحي الرئيس حسني مبارك عن الحكم، وبذلك نفذ المتظاهرون اليوم ما سمّوْه يوم الشهيد في أسبوع الصمود، في وقت استمر فيه توافد المتظاهرين إلى ميدان التحرير، كما تواصلت الاحتجاجات في مدينة الإسكندرية ثاني أكبر المدن المصرية. وتجمع المتظاهرون الذين زاد عددهم في ساعات المساء عن ربع مليون أمام مسجد القائد إبراهيم، ورددوا شعارات مناهضة للحكومة، وطالبوا بإسقاط النظام وتنحي الرئيس مبارك. وشهدت المدينة مظاهرات شبه يومية منذ الخامس والعشرين من الشهر السابق، وفي المنصورة انطلقت مظاهرة ضخمة قُدّر عدد المشاركين فيها بنحو ربع مليون أيضا، كما نشرت على مواقع الإنترنت صور لاشتباكات بين المتظاهرين وبين قوات الشرطة في مدينة المنصورة وقعت يوم الثالث من فبراير 2011، كما شهدت مدن المحلة الكبرى والزقازيق وطنطا وبني سويف وأسيوط ودمنهور والعريش مظاهرات حاشدة مطالبة برحيل الرئيس مبارك، رغم محاولات منع وتخويف من قبل مجموعات مرتبطة بالحزب الوطني الحاكم، كما صنع المتظاهرون دروع بشرية لحماية ميدان التحرير.
وقال أحمد ماهر المنسق العام لحركة «6 أبريل» التي كانت من بين أبرز الأطراف التي دعت إلى الاحتجاجات للجزيرة نت إن الشباب المشاركين في التظاهر يجمعون على عدم الثقة في النظام، مؤكدا أن الأمر أكبر من مجرد احتجاجات، وأضاف «نحن نتحدث عن تغيير حقيقي للنظام بالكامل ودستور جديد، نتحدث عن مجلس رئاسي يضم مدنيين وعسكريين، نتحدث عن حكومة إنقاذ وطني لتسيير الأعمال».
كما شدد المنسق العام لحركة كفاية عبد الحليم قنديل على أن الهدف هو إسقاط مبارك، معتبرا أن أي حوار في هذا الوقت لا يخدم الانتفاضة الشعبية، وقال قنديل للجزيرة إن الأمر تحول إلى ثورة شعبية حقيقية يجب ألا تكون موضع حوار أو تفاوض، مشيرا إلى تغير موقف الإخوان المسلمين بالدخول في حوار مع الحكومة. وذكر أن جماعة الإخوان لم تهيئ للثورة وإنما ساعدتها، وأضاف أن «الجماعة أخطأت في توقيت الحوار»، كما اعتبر أن قوة الجيش الموجودة حاليا تملك تنحية مبارك، على أن تشكل بعد ذلك حكومة انتقالية.
مطالب المتظاهريين
1. رحيل الرئيس: بمعنى التنحي عن السلطة تمهيدا لتقديمه لمحاكمة عادلة عما ارتكب طوال سنوات حكمه ال30 من انتهاكات للقانون والدستور وحقوق الإنسان بوصفه المسؤول الأول كونه رأس النظام ومحاسبته عن مصادر ثروته وأفراد عائلته.
2. حل مجلسي الشعب والشورى لثبوت تزوير الانتخابات التي أجريت مما يجعل بقاءهما غير دستوري ولا معنى لقيامهما بإجراء تعديلات دستورية في ظل الطعن في شرعية وجودهما.
3. تولي رئيس المحكمة الدستورية العليا رئاسة البلاد لفترة انتقالية طبقا لمواد الدستور الحالي يتولى خلالها الإعلان عن تأسيس جمعية وطنية لوضع دستور جديد للبلاد علي أن يترأس هذه الجمعية الفقيه الدستوري الدكتور يحيى الجمل[بحاجة لمصدر] يتم بعدها دعوة الشعب للاستفتاء علي الدستور الجديد لإقراره.
4. تشكيل حكومة انتقالية لتسيير الأعمال يشارك فيها كل قوى المعارضة الوطنية.
5. تولي الجيش حفظ الأمن والحفاظ علي الممتلكات العامة والخاصة.
6. تولي الشرطة العسكرية مهام الشرطة المدنية لحفظ النظام في البلاد.
7. عزل قيادات الشرطة ومدراء الأمن وقيادة أمن الدولة والأمن المركزي ووضع ضباط وجنود الشرطة تحت تصرف الشرطة العسكرية.
8. التحفظ علي المسؤولين السابقين ومنعهم من السفر تمهيدا لتقديمهم لمحاكمة عادلة.
9. تجميد أموال المسؤولين السابقين وأسرهم لحين لمعرفة مصادرها.
10. الإعداد لانتخابات رئاسية وتشريعية وفقا للدستور الجديد حال الانتهاء منه بعد إقراره من الشعب في استفتاء عام.

## اليوم الرابع عشر: الإثنين 7 فبراير 2011 (اليوم بعد العاصفة)

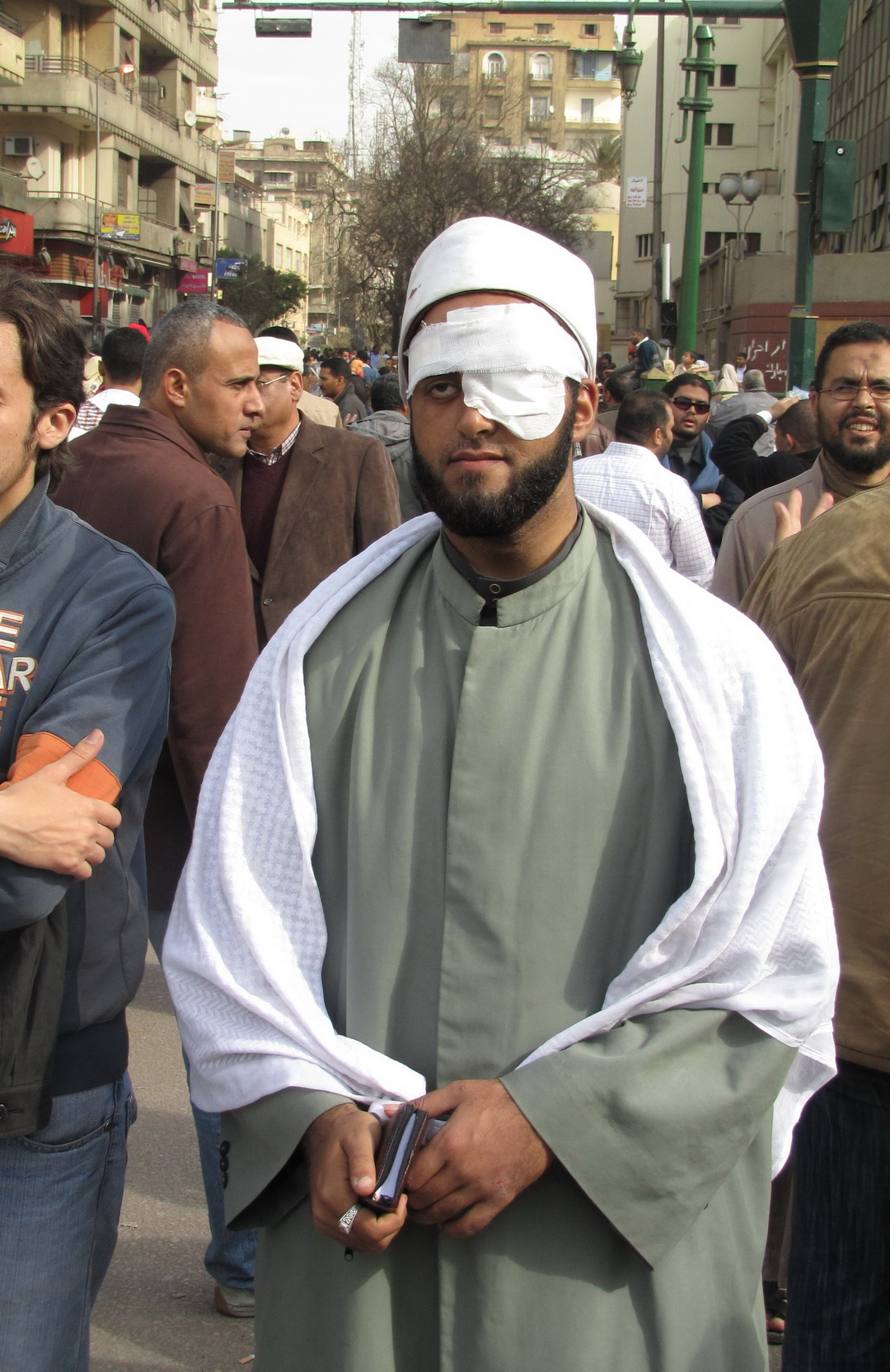
إمام من الأزهر أصيب أثناء التظاهرات.

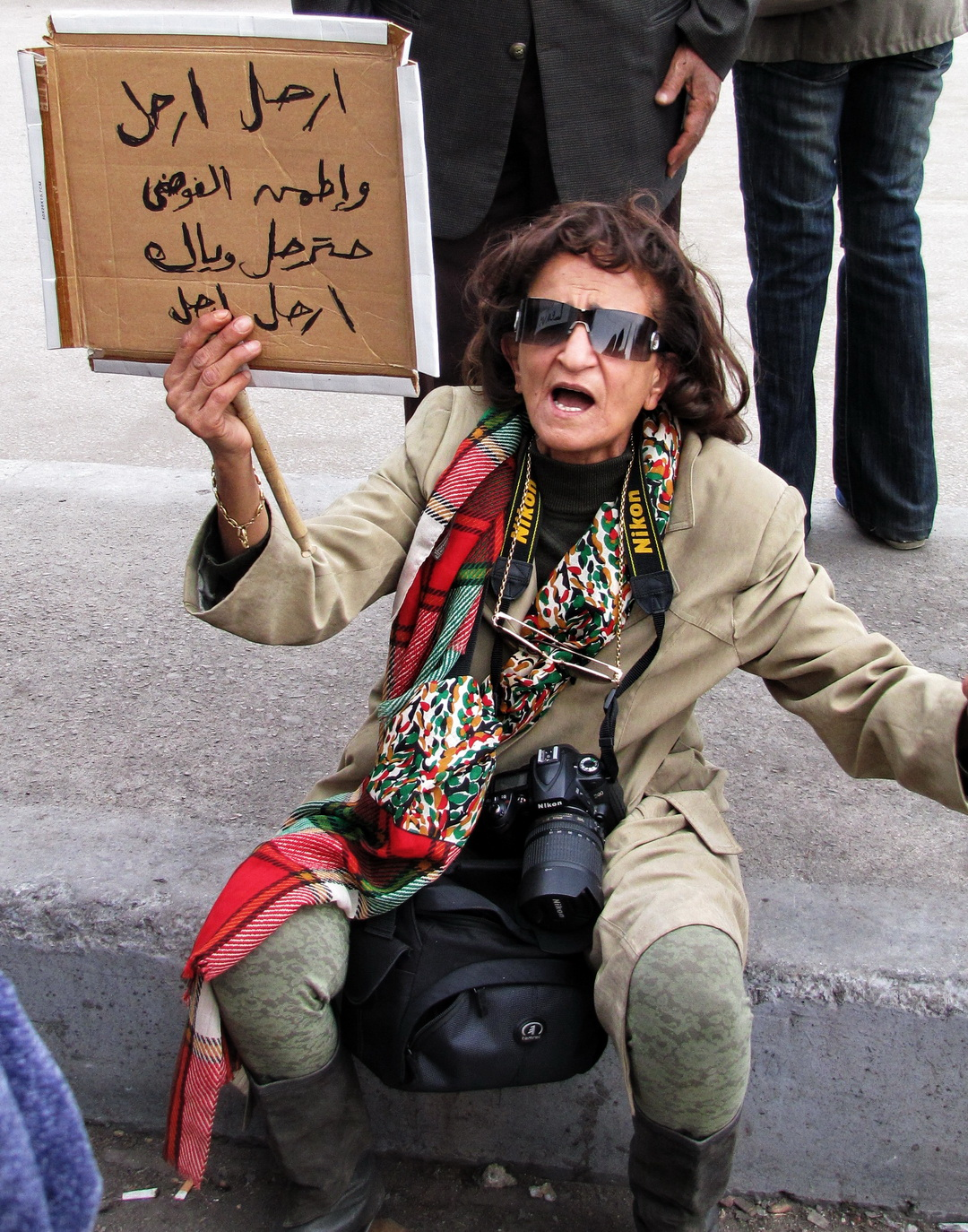
المحتجيين المناهضين للحكومة يحملون لافتة تتطالب مبارك بالرحيل، وتستهزأ بالفوضى المزعومة.

أعلن الجيش المصري عن تقصير فترة حظر التجوال ليصبح من الساعة الثامنة مساءً إلى الساعة السادسة صباحاً، كما تم الإفراج عن وائل غنيم وعن بعض المعتقلين.
كما قامت النيابة المصرية بالتحقيق في اتهامات بمسؤولية وزارة الداخلية عن تفجير كنيسة القديسين، والعادلي يتهم كبار مساعديه بالتسبب في انهيار الشرطة.
كما اجتمع حسني مبارك بالحكومة الجديدة في مقر رئاسة الجمهورية بمصر الجديدة، وحضر الاجتماع نائبه عمر سليمان والدكتور أحمد شفيق رئيس الوزراء والدكتورفتحي سرور رئيس مجلس الشعب ورئيس مجلس الشورى صفوت الشريف ووزير الدفاع والإنتاج الحربي حسين طنطاوي، بحسب وكالات الانباء، ودخل الاعتصام الذي يقيمه مناهضو الرئيس المصري في ميدان التحرير الإثنين يومه الرابع عشر، ومنع المعتصمون الجيش المصري من فتح أهم مجمع حكومي في ميدان التحرير، رافضين بذلك عودة الحياة الطبيعية إلى هذا الشريان الحيوي في قلب القاهرة مصرين على إبقاء الضغط على السلطات بالتوازي مع الحوار الذي أُطلق الأحد بين الحكومة وعدد من الشخصيات وممثلين لأحزاب المعارضة، وخرج بعض المعتصمين من ميدان التحرير وأقاموا حاجزين بشريين على طرفي المدخل الخلفي للمجمع الحكومي مانعين الموظفين من الدخول إليه، ووقف عشرات الموظفين وراء أسلاك شائكة للجيش بانتظار تطور الوضع ومعرفة ما إذا كانوا سيتمكنون من دخول المجمع، وظل المعتصمون يتواجدون حول الدبابات المنتشرة على مداخل الميدان لمنع عناصر الجيش من أي محاولة محتملة للتقدم داخل الميدان لمحاولة إخراجهم، أو لإزالة العوائق التي وضعوها على كل المداخل لمنع أنصار الرئيس مبارك من التقدم داخله. من جانب آخر، هاجم مجهولون، صباح اليوم الاثنين، مقر قطاع الأمن المركزي بحي الأحراش في مدينة رفح المصرية، وأطلقوا باتجاهه قذائف «آر بي جي» ما أسفر عن إصابة ضابط ومواطن بجراح، وذكرت بعض وكالات الأنباء أن الهجوم استمر ساعتين متواصلتين استخدم فيه المهاجمون إضافة إلى قذائف الـ«آر بي جي» أسلحة مختلفة، وهاجموا ثكنات الجنود، فيما تدخل أفراد من قبيلة الارميلات المصرية إلى جانب قوات الأمن، وأسفرت الاشتباكات عن إصابة نقيب شرطة مصري يدعى محمد نبيل بطلق ناري في إحدى ساقيه، كما أصيب شاب بدوي من الأهالي يدعى محمد أحمد محمود (20 سنة) بطلق ناري في صدره.
أعلن المستشار سري صيام رئيس محكمة النقض ورئيس مجلس القضاء الأعلى، أن المحكمة بدأت في توزيع كل الطعون الانتخابية المقدمة ضد أعضاء مجلس الشعب[ ؟ ]على دوائر المحكمة لسرعة البت فيها، وأكد صيام أن الطعون على الانتخابات البرلمانية البالغ عددها 1527 طعناً موزعة على 195 دائرة انتخابية، وسيتم اعتباراً من الأسبوع المقبل إرسال ما ينتهي من التحقيقات وإعداد التقارير بشأنها إلى مجلس الشعب لكي يتولى بدوره اتخاذ الإجراءات المنصوص عليها في الدستور بشأن الفصل في صحة العضوية، موضحاً أن المحكمة ستوالي العمل فيها بصفة مستمرة حتى يتم الانتهاء من كل الطعون.
- في هذا اليوم رضخت السلطات المصرية لإرادة الشباب وأطلقت سراح الناشط المصري وائل غنيم أحد مسؤولي صفحة كلنا خالد سعيد على شبكة التواصل الاجتماعي والتي انطلقت منها شرارة الثورة.
- كما قامت شركة نايل سات بإعادة بث قناة الجزيرة.

## اليوم الخامس عشر: الثلاثاء 8 فبراير 2011

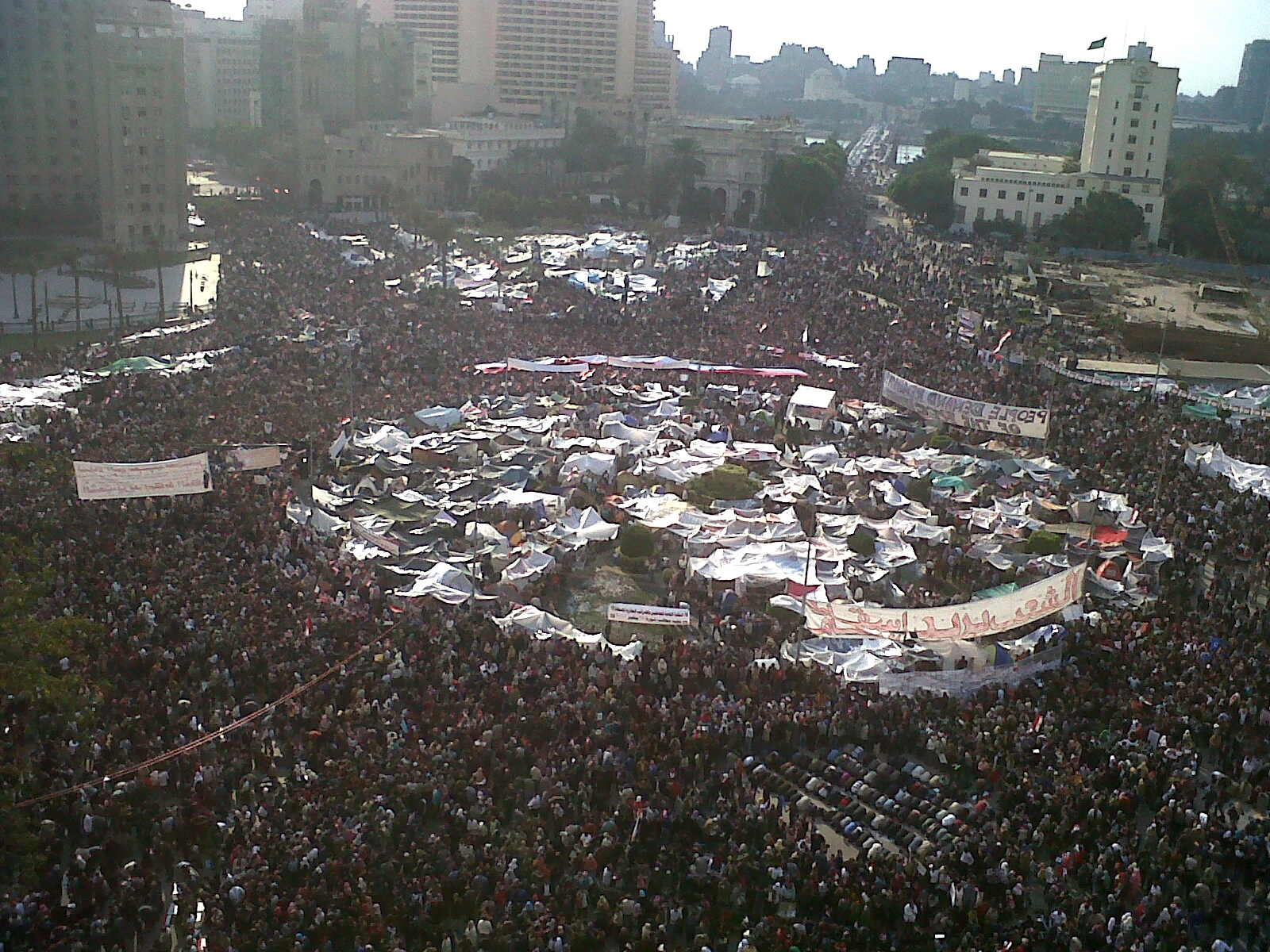
ميدان التحرير خلال يوم في حب مصر

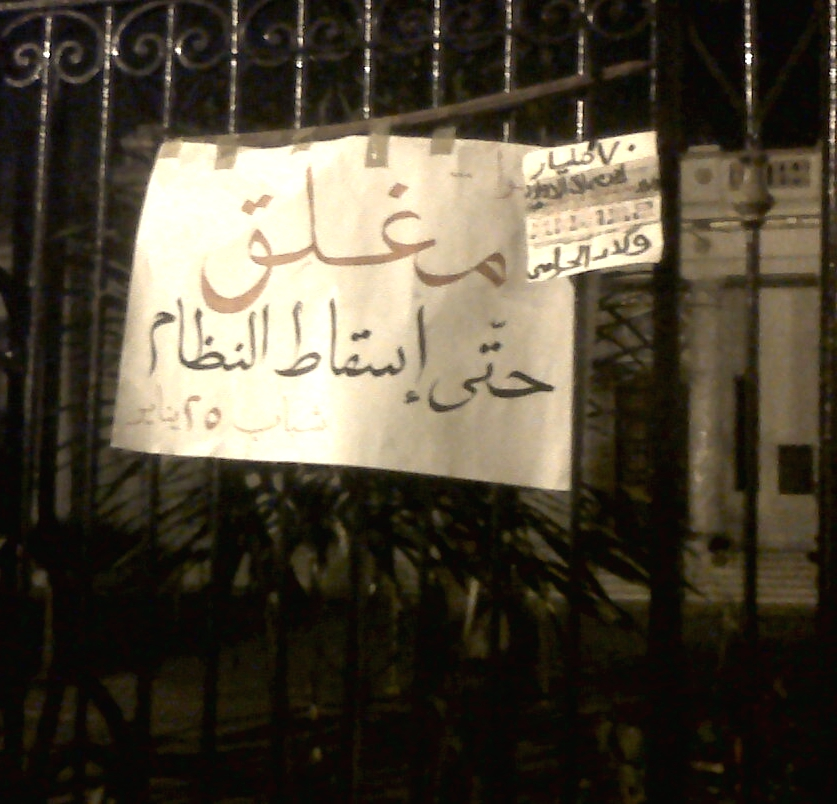
لافتة على مبنى البرلمان في القاهرة

ظهر موقع يحاول جمع ورصد الحوادث التي تجرى في مصر عن طريق الجمع الجماهيري. هذه هي المحاولة الثانية لمثل هذا المشروع حيث فشلت المحاولة الأولى بعد انقطاع الإنترنت.
مدينة الخارجة بمحافظة الوادي الجديد تشهد انفلاتا أمنيا غير مسبوق بعد انسحاب معظم القيادات الأمنية في المحافظة تلا ذلك قيام قوات الجيش المصري بالانتشار في أحياء المدينة ونجحت في السيطرة على الموقف.
وفي الإسكندرية احتشد آلاف المصريين قرب مسجد القائد إبراهيم وسط مدينة الإسكندرية مطالبين برحيل الرئيس حسني مبارك. شهدت المدينة تظاهرات على مدى أربعة أيام كانت جميعها سلمية لكن تخللها إضرام النار بمراكز للشرطة. رفعت لافتات للتنديد بنظام حكم الرئيس مبارك كما أبدى كثير من المحتجين امتعاضهم من الموقف الأميركي تجاه النظام المصري حيث اعتبره الكثير أنه متعاطف معه.
في مدينتي المحلة الكبرى وطنطا بمحافظة الغربية تجمع الآلاف من المتظاهرين الرافضين لاستمرار الرئيس مبارك في الحكم عقب أداء صلاة العصر وانطلقوا في مسيرات للمطالبة برحيله فورا. ردد المتظاهرون الهتافات المعادية لمبارك وأفراد أسرته. أكد المحتجون تضامنهم مع المعتصمين في ميدان التحرير بالعاصمة المصرية القاهرة كما قرر عدد منهم المبيت أمام ديوان عام المحافظة حتى رحيل مبارك. شهدت مدينتا السويس وأسيوط تظاهرات شارك فيها الآلاف. وفي بور سعيد تم حرق مبنى المحافظة.
وقد رحبت جموع المتظاهرين المحتشدة في ميدان التحرير بوائل غنيم، الناشط الذي «اختفى» على أيدي قوات الأمن المصرية قبل 12 يوما وأطلق سراحه يوم الثلاثاء. وقال غنيم في كلمة وجهها إلى الجموع: «لن نتنازل عن مطلبنا في زوال النظام ولن نستسلم». وفي إشارة إلى المحتجين الذين قتلوا على أيدي الأجهزة الأمنية، قال غنيم: «لست بطلا، إن الابطال هم الذين استشهدوا».
كان عدد المتظاهرين هو الكبر خلال أيام الثورة حيث وصل إلى حوالى ثلاثة ملايين متظاهر في ميدان التحرير، واستمر التظاهر والاعتصام أمام مجلسى الشعب والشورى، ووزارة الداخلية.
اعتصم بعض العاملين بالتليفزيون المصري وروزاليوسف وبعض الشركات.

## اليوم السادس عشر: الأربعاء 9 فبراير 2011 (يوم المطلب)

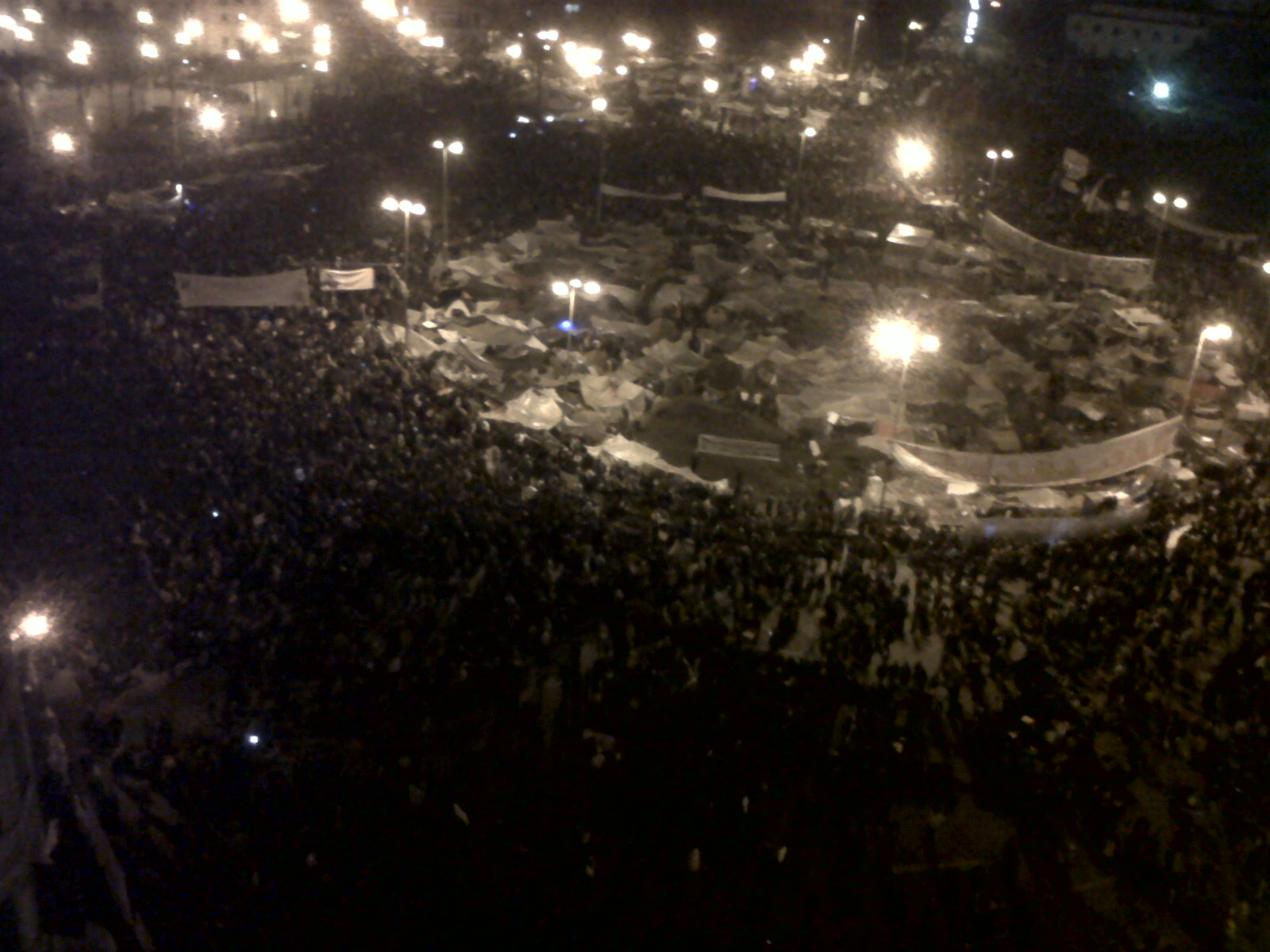
ميدان التحرير مساء يوم 9 فبراير

- تم نقل مدير أمن الوادي الجديد ومحاكمة ضابط الشرطة أحمد السكري معاون مباحث الخارجة بعد تعديه بألفاظ خارجة علي الأهالي ومقتل 5 أشخاص في مواجهات مع الأمن.
- وزير الثقافة الجديد جابر عصفور يستقيل من منصبه «لأسباب قيل أنها صحية».
- المعتصمون بميدان التحرير يبدأون في تصميم وبناء دورات مياة في الجزيرة الوسطي بميدان التحرير، في إشارة لاستمرار الاعتصام.
- حركة «صحفيون بلا حقوق» تطالب الصحفيين بالثورة على رؤساء تحرير الصحف القومية الفاسدين، وتطهير نقابة الصحفيين من النقيب مكرم محمد أحمد وعناصر نظام مبارك.
- ارتفاع عدد القتلى في أحداث الخارجة بالوادي الجديد إلى خمسة بعد وفاة اثنين متأثرين بجراحهم.
- مداولات في نقابة الصحفيين لسحب الثقة من النقيب مكرم محمد أحمد بسبب موقفه من الثورة.
- آلاف يحاصرون مقر محافظة كفر الشيخ ويدمرون مقر القوى العاملة بها.
- آلاف العمال في حلوان وكفر الدوار وكفر الزيات يتظاهرون ضد الحكومة.
- متظاهرون في منفلوط يوقفون حركة المرور في طريق مصر أسيوط الزراعي.
- مظاهرة في ميدان الأربعين في السويس تطالب برحيل مبارك، وعمال 11 شركة يواصلون الاعتصام هناك بسبب تدهور أوضاعهم المادية.
- تأجيل عودة الدراسة بالمدارس والجامعات أسبوعا آخر بسبب الثورة لتبدأ في 19 فبراير.
- المعتصمون ينظمون وقفة بالشموع في التاسعة من مساء اليوم بمناسبة ذكرى الأربعين لشهداء كنيسة القديسيين بالإسكندرية.
- عشرات الموظفين يتظاهرون أمام الهيئة العامة للتأمين الصحي في شارع الجلاء مطالبين بالتعيين بعد قضاء بعضهم 26 عاما بدون تعيين ومرتباتهم تصل إلى 300 جنيه.
- عشرات من الصحفيين غير المعينين بالأهرام يحاصرون مبنى الأهرام مطالبين بالتعيين الفوري بعد قضائهم أكثر من 10 سنوات بدون تعيين.
- رئيس الوزراء الفريق أحمد شفيق ينقل نشاطه إلى وزارة الطيران خوفا من حصار المتظاهرين لمبنى مجلس الوزراء.
- اعتصام لعشرة آلاف عامل أمام وزارة البترول من شركات مختلفة «بتروتريد» و«بترومنت» و«إبيسكو» و«التعاون» و«أنابيب البترول» وذلك للتعبير عن مطابهم الممتدة على مدار السنوات الماضية وهي تطبيق لائحة إدارية واحدة، وتعيين من مر عليه أكثر من عشر سنوات في العمل، وتطبيق قواعد السلامة المهنية، وأكد العاملون أنهم مستمرون في الاعتصام لأنهم لم يتوقعوا استمرار سامح فهمي بالوزارة بعد كل هذه المشاكل.
- لجنة تعديل الدستور التي تضم 11 شخصية قضائية تجتمع للمرة الأولى في مقر دار القضاء العالي.
- موظفو الهلال الأحمر في رمسيس يقطعون الشارع ويحتجون على عدم تعيينهم رغم عملهم لمدة تتجاوز العشرين عاما، وما زالو يعملون بعقود، واعترض الموظفون على وعود التعيينات ولم يتم شيء، ووصل عددهم إلى أكثر من 500 شخص ورفعوا لافتات هاتفين :«معتصمين معتصمين حتى التعيين».
- بعض العاملين في مؤسسة الأهرام يوزعون ملف في ميدان التحرير عن شباب التحرير بعنوان «25 يناير 2011 يوم ولدت مصر من جديد» وفي الصفحة الأولى «التحرير.. ميدان الحالمين بوطن جميل» مع صورة مكتوب عليها «يسقط الطاغية.. ارحل يا ظالم».
- المتظاهرون في ميدان التحرير يقيمون صلاة الأربعين على أرواح ضحايا كنيسة القديسين ويصلون لشهداء الثورة.
- استقالة أشرف زكي من رئاسة نقابة الممثلين.
- ظهور قوات الأمن المركزى لأول مرة منذ اختفائها مساء يوم 28 يناير لتحيط بالمتظاهرين من عمال النظافة في شارع السودان دون أن تحتك بهم.
- موظفو البريد المتظاهرون في العتبة يطالبون بإقالة هانى محمود -رئيس الهيئة- وتعيين نائبه خالد عباس بدلاً منه، وكذلك زيادة المرتبات وتثبيت المؤقتين، كما تم إغلاق مركز الحركة الرئيسى في رمسيس ومُنع خروج أو دخول أي شخص إليه، كما طالب الموظفون بإقالة جميع المستشارين الذين عينوا في الهيئة بمعرفة علاء فهمى، وتجمع الموظفون تحت شعار «البريد للبريديين».
- عمال ورش بولاق يدخلون إضرابا ويجلسون على القضبان لمنع مرور القطارات.
- إخلاء مقر مجلس الوزراء والانتقال لمقر آخر مع تواصل الاعتصامات حوله.
- عمال النقل العام يدخلون في اعتصام مفتوح في جراجات الهيئة تضامنا مع مطالب المعتصمين في ميدان التحرير واحتجاجا على عدم صرف حوافزهم.
- 1000 من العاملين في شركة مياه الشرب والصرف الصحي بالجيزة يتظاهرون أمام مقر الشركة احتجاجا على إصدار رئيس الشركة قرار بلا رقم لتعيين من مضى على وجودهم بالشركة 6 أشهر.
- الصحفيون والإداريون والعمال في روز اليوسف يرفضون ما طرحه كرم جبر رئيس مجلس إدارة من مكافآت ويطالبون برحيل رئيس مجلس الإدارة ورئيس التحرير عبد الله كمال الذي يهرب من المواجهة ويترك مكتبه.
- اعتصام مفتوح في مستشفى كفر الزيات بسبب تأخر صرف الحوافز للعاملين.
- أكثر من 2000 من عمال ورش كوم أبو راضي التابعة للسكة الحديد يدخلون في إضراب عام تضامنا مع المعتصمين في ميدان التحرير واحتجاجا على تجاهل إدارة الهيئة لمطالبهم منها التحقيق مع الرئيس السابق للشركة المشرفة على الورش، ويهددون بالانضمام إلى المعتصمين في ميدان التحرير إذا لم يتفاوض معهم وزير النقل.
- آلاف من عمال النظافة يتظاهرون في شارع السودان تضامنا مع مطالب ثورة 25 يناير بالإضافة إلى مطالبهم الخاصة المتعلقة بأجورهم وتحسين أوضاعهم.
- 1500 عاملا في شركة بتروتريد يتظاهرون أمام مقر شركتهم للمطالبة بإقالة وزير البترول سامح فهمي.
- عمال مصنع فحم الكوك يبدأون إضرابا احتجاجا على تدنى أحوالهم.
- كما أنشأ المتظاهرون 10 دوارت مياه في ميدان التحرير.[88]

## اليوم السابع عشر: الخميس 10 فبراير 2011 (يوم الانتظار)

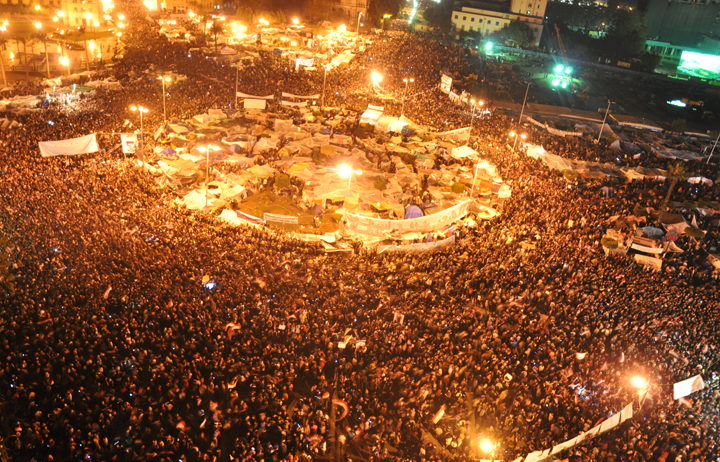
أكثر من 2 مليون متظاهر في ميدان التحرير يطالبون برحيل حسني مبارك

حدثت مظاهرات في جامعة أسيوط ضد رئيس الجامعة، كما قام موظفو الحكومة بالإضراب وعمل مظاهرات، كما قام أطباء القصر العيني بمظاهرة من أمام القصر العينى.
- تم إعادة بث قناة الجزيرة على قمر النايل سات.

وسط ترقب كامل لقطاعت المجتمع المصري بتنحى الرئيس مبارك عن حكم البلاد تجمع المتظاهرون في ميدان التحرير وكان عددهم 3 ملايين متظاهر تقريباً، أصدر الجيش المصري بيانه الأول. وأصدر المجلس الأعلى للقوات المسلحة بيانا قال فيه إنه اجتمع اليوم في إطار الالتزام بحماية البلاد والحفاظ على مكتسبات الوطن وتأييدا لمطالب الشعب المشروعة وقرر الاستمرار في الانعقاد بشكل متواصل لبحث ما يمكن اتخاذه من تدابير وإجراءات لحماية البلاد، ولوحظ أن الرئيس المصري حسني مبارك لم يكن حاضرا في الاجتماع بصفته القائد الأعلى للقوات المسلحة وترأس الاجتماع وزير الدفاع المصري المشير محمد حسين طنطاوي مما يعني حسب المراقبين أن الجيش قد يكون تولى السلطة في البلاد بالفعل، وأصدر المجلس العسكري البيان الأول (انطلاقا من مسئولية القوات المسلحة والتزاما بحماية الشعب ورعاية مصالحه وأمنه وحرصا على سلامة الوطن والمواطنين ومكتسبات شعب مصر العظيم وممتلكاته وتأكيدا وتأييدا لمطالب الشعب المشروعة، انعقد يوم الخميس الموافق العاشر من فبراير 2011 المجلس الأعلى للقوات المسلحة لبحث تطورات الموقف حتى تاريخه، وقرر المجلس الاستمرار في الانعقاد بشكل متواصل لبحث ما يمكن اتخاذه من اجراءات وتدابير للحفاظ على الوطن ومكتسبات وطموحات شعب مصر العظيم) والرئيس ينقل صلاحيته إلى نائب الرئيس حسب الدستور (لايمكن لنائب الرئيس حل مجلس الشعب أو حل الوزارة أو طلب تعديل الدستور)، وطلب تعديل المواد 76,77,88,93,189 من الدستور وإلغاء المادة 179 الخاصة بقانوان الإرهاب، وأنه سوف يقوم برفع قانون الطوارئ عندما تستقر البلاد، كما ألقى نائب الرئيس عمر سليمان خطابا بعد الرئيس منادياً فيه المتظاهرين بالعودة لديارهم.
قابل المتظاهرون الخطاب بالرفض التام لما جاء فيه، وعلى إثرة ووسط تحذيرات أمنية مشددة توجه المتظاهرون إلى مقار رئاسة الجمهورية في أماكن متفرقة بالقاهرة وقرروا الاعتصام أمامها معلنين بذلك رفضهم التام لخطاب الرئيس مما كان له أقوى النتائج التي تمثلت في يوم غد.

## اليوم الثامن عشر: الجمعة 11 فبراير 2011 (جمعة الزحفأو جمعة التحدي أو جمعة النصر)

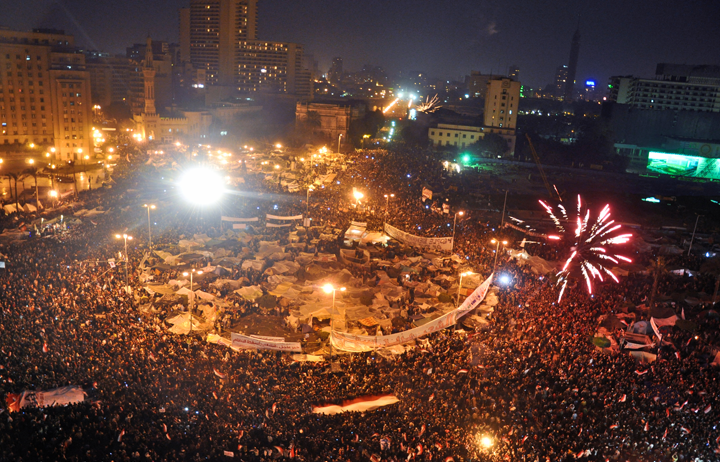
احتفالات المتظاهرون في ميدان التحرير بعد إلقاء عمر سليمان خطاب تنحى حسني مبارك

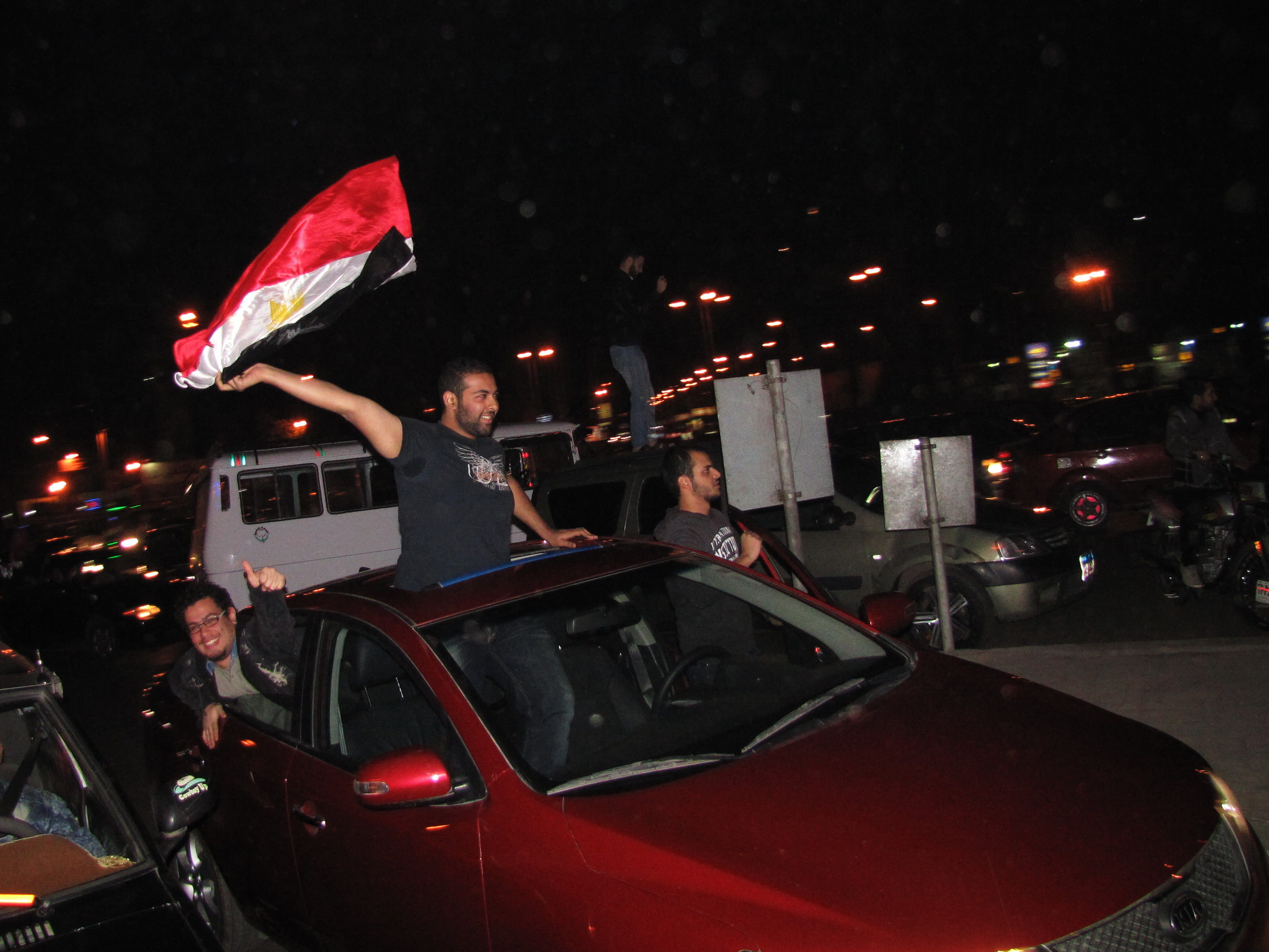
المصريون في الجيزة بعد رحيل مبارك.

في صباح اليوم ألقى الجيش بيانه الثاني قائلاً فيه أنه يكفل «إجراء تعديلات دستورية وانتخابات حرة نزيهة، ويضمن الإصلاحات» التي تعهد بها الرئيس حسني مبارك في خطابه الخميس، وتعهد «بإنهاء حالة الطوارئ»، وقال البيان إنه يضمن «إنهاء حالة الطوارئ فور انتهاء الظروف الحالية، والفصل في الطعون الانتخابية لأعضاء مجلس الشعب وما يتبعها من إجراءات، وإجراء التعديلات الدستورية، وإجراء انتخابات حرة نزيهة وصولاً إلى مجتمع ديمقراطي حر»، ودعا الجيش المصري إلى «عودة الحياة الطبيعية» في البلاد، محذراً من «المساس بأمن وسلامه الوطن والمواطنين»، وقال بيان الجيش إنه «يتعهد بعدم الملاحقة الأمنية للمتظاهرين الشرفاء الذين رفضوا الفساد وطالبوا بالإصلاح».
وجاء البيان الثاني الذي يصدره الجيش خلال التظاهرات الشعبية في مصر عقب اجتماع صباح الجمعة للمجلس الأعلى للقوات المسلحة برئاسة المشير حسين طنطاوي وزير الدفاع والإنتاج الحربي القائد العام للقوات المسلحة. طلب نائب الرئيس من رئيس الوزراء أحمد شفيق تعيين نائب لرئيس الوزراء من الحكماء يتولى شؤون الحوار، وبعد الخطابين الذين ألقاهما الرئيس مبارك ونائبه سليمان، توجهت أعداد من المحتجين تقدر أعدادهم بثلاثة آلاف شخص تجاه منطقة القصر الجمهوري. كما حاصر عشرات الآلاف مبنى التلفزيون القريب من ميدان التحرير، والذي تتولى حراسته قوات من الحرس الجمهوري.
كان المتظاهرون في ميدان التحرير ثائرين ليل الجمعة بعد خطاب مبارك الذي رفض ترك السلطة، ووعدوا باختبار قوة جديد اليوم الجمعة معلنين عن تظاهرات ضخمة. هتف المتظاهرون: «يا جيش مصر اختار، الشعب أو النظام»، موجهين حديثهم إلى رجال القوات المسلحة المنتشرين في الميدان. وكان بعضهم يهتف: «يسقط مبارك، يسقط مبارك، ارحل ارحل»، بينما رفع آخرون أحذيتهم في اتجاه الشاشة التي كانت تنقل خطاب مبارك، وهو ما يعتبر شتيمة كبرى في المجتمعات العربية. بدأ التجمع هادئاً ولكن الشعارات أصبحت عنيفة مع خطاب مبارك ثم الكلمة التي وجهها نائبه عبر التلفزيون داعياً فيها الشباب إلى العودة لبيوتهم.
وصاح المتظاهرون «للقصر رايحين شهداء بالملايين»، ودعا متظاهرون آخرون إلى بدء إضراب مدني عام حتى سقوط النظام.
قال وائل غنيم أنه يرحب ببيان الجيش الذي تعهد فيه بضمان الإصلاحات، مؤكداً أن «حركة الشباب لن تتنازل عن أيٍّ من مطالبها». وحذر من الإعلام الموجه الذي يستهدف الثورة، وقال غنيم إن بيان الجيش جيد ولكننا «نحتاج إلى خطوات محددة وسريعة لأن هناك أزمة ثقة مع كافة مؤسسات الدولة»، وطالب بضرورة إيجاد «صلات مباشرة بين قيادات حركة الشباب ولجنة الحكماء والمجلس العسكري». وحثّ على محاربة المفسدين، وقال إن الملاحقة القضائية استهدفت «وجوهاً محروقة»، وأن مطاردة الفساد يجب أن تستهدف «الكثيرين ممن نهشوا البلاد على مدى 30 عاماً». وذكر غنيم أن بعض وسائل الإعلام نشرت تصريحات له أعلنها قبل خطاب الرئيس مبارك، باعتبار أنها ذكرت عقب الخطاب، وقال إنه ورفاقه «لن يدخلوا حرباً مع وسائل إعلامية تقوم بعمليات توجيه»، وفي يوم الخميس، وقبل إلقاء مبارك كلمته، كتب غنيم، خبير الإنترنت الذي أصبح أحد رموز «ثورة 25 يناير» في مصر، على موقع تويتر "mission accomplished" أو «المهمة أنجزت» وذلك بعد الأنباء التي رجحت أن يعلن مبارك تنحيه، الأمر الذي لم يحدث، حيث فوض الرئيس صلاحياته لنائبه، واحتفظ بموقعه رئيساً للبلاد.
حذر المعارض المصري محمد البرادعي على موقع تويتر من «انفجار» الوضع في مصر، داعياً الجيش إلى التدخل «لإنقاذ البلاد كي لا تنجرف مع التيار»، بعد رفض الرئيس حسني مبارك التخلي عن السلطة، وأضاف في تصريحات الخميس أن «مصر على أعتاب انفجار، وعلى الجيش أن يتدخل لإنقاذ البلاد الآن»، ورداً على سؤال لمحطة التلفزيون الأمريكية «سي ان ان»، ندد البرادعي بما اعتبره «تضليلاً» من جانب الرئيس المصري، وقال «ان الناس هنا غاضبون جداً، وخوفي الكبير هو ان يتحول الغضب إلى عنف»، متهماً مبارك بتعريض مستقبل بلاده للخطر لأنه «يريد أن يبقى في السلطة»، وذكر البرادعي «إنه أمر مذل بالنسبة لرئيس أن يكون دون سلطة ولكنه يريد مع ذلك أن يبقى رئيساً، إنه وضع مريع»، معتبراً أن المصريين لن يقبلوا في أي حال مبارك ونائبه، وأردف قائلاً إن «سليمان ليس إلا امتداداً لمبارك، إنهما توأمان، وأي منهما ليس مقبولاً من الشعب». ومن جهة أخرى، اعتبر البرادعي في مقابلة مع صحيفة «فورين بوليسي» الأمريكية أن المرحلة الانتقالية التي كلف بها نائب الرئيس لن تحمل الديمقراطية للبلاد إلا إذا «واصلنا الضغط عليهم».
- صدر بياناً من رئاسة الجمهورية يعلن فيه رئيس الجمهورية محمد حسنى مبارك تخليه عن منصب رئيس الجمهورية وتسليم إدارة شئون البلاد للمجلس الأعلى للقوات المسلحة المصرية،[93] وبهذا حققت الثورة المصرية أو ثورة اللوتس أكبر مطالبها.
- أصدر المجلس الأعلى للقوات المسلحة المصرية بيانه الثالث يقول إنه سيحدد لاحقا الخطوات والإجراءات والتدابير التي ستتبع بعد تنحي مبارك ويؤكد أن ذلك ليس بديلا عن الشرعية التي يرتضيها الشعب.
- تحدثت أنباء عن هروب «عز» و«المغربي» و«عائلة مبارك» إلى لندن،[94] بينما نفت سلطات مطار القاهرة هذا.[95]